# Реформы Ататюрка

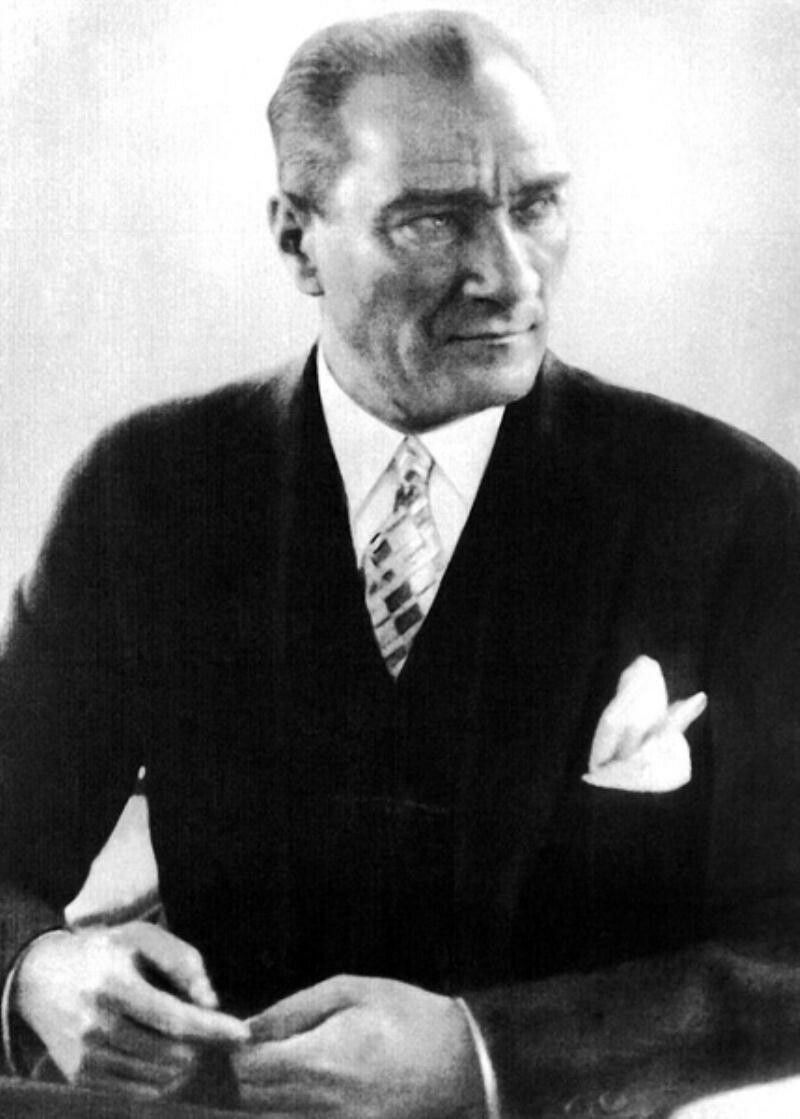
Мустафа Кемаль Ататюрк во время его президентства

Реформы Ататюрка (тур. Atatürk Devrimleri) — серия политических, законодательных, культурных, экономических и социальных изменений, превративших Турецкую республику в светское национальное государство. Реформы были проведены во время правления Мустафы Ататюрка в соответствии с идеологией кемализма. Основная суть реформ заключалась в насаждении целого ряда западных ценностей и достижений в турецком обществе.
Политические реформы привели к серьёзным изменениям - исчезли многие османские традиции, а по итогам была пересмотрена и изменена вся система общества бывшей Османской империи.
Реформы Ататюрка положили начало конституционным изменениям. Так, в 1924 году была принята новая Турецкая конституция которая заменила уже устаревшую, промежуточную конституцию 1921 года и была написана в соответствии с европейскими нормами того времени. В продолжение принятия конституции были проведены реформы управления и образования, а также окончательно создано светское общество в Турецкой республике.
С турецкого языка Atatürk Devrimleri переводится буквально как «Революции Ататюрка». Эта серия реформ была настолько радикальна, что часто встречала непонимание и сопротивление общества, воплощалась в основном благодаря однопартийной власти кемалистов, а также благодаря хорошему военному контролю в стране.
Главным историческим предшественником реформ Ататюрка была эпоха Танзимата, то есть буквально «реорганизации», которая началась в 1839 году и завершилась эрой первой конституции в 1876 году. Следующая волна экономических, политических и социальных реформ была проведена после официального начала процесса евроинтеграции Турции 14 апреля 1987 года (т. н. Реформы Тургута Озала).

## Кемализм
На смену идеологии абсолютной монархии Османской империи пришла идеология ограниченного либерализма, во многом она базировалась на учениях Монтескьё и Руссо. Идеология, выдвинутая Кемалем и получившая наименование кемализма, доныне считается официальной идеологией Турецкой республики. Она включала в себя 6 пунктов, впоследствии закреплённых в конституции 1937 года:
1. народность;
2. республиканизм;
3. национализм;
4. светскость;
5. этатизм (государственный контроль в экономике);
6. реформизм[6][7][8].

Национализму отводилось почётное место, он рассматривался как база режима. С национализмом был связан принцип «народности», провозглашавший единство турецкого общества и межклассовую солидарность внутри его, а также суверенитет (верховную власть) народа и ВНСТ как его представителя.

## Политические реформы
До того как официально была провозглашена Турецкая республика, Османская империя формально продолжала существовать с её культурным наследием, религиозностью и султанатом. Официально султанат был упразднён правительством Анкары, но традиции и культурное наследие все ещё жило среди людей. Лишь горстка реформаторов активно отказывалась от старых традиций ради построения нового государства и общества. Турецкая республика (тур.  Türkiye Cumhuriyeti) была официально провозглашена 29 октября 1923 Великим турецким национальным собранием.
Реформы политической системы Турции шли по частям. Последний этап реформ прошёл в 1935 году, когда религия была отделена от государства, государство стало светским и демократическим, окончательно провозглашалась республика, а также суверенитет Турции над всеми территориями, которые страна контролирует и по сей день. Ислам перестал быть государственной религией Турции. Учреждался однопалатный парламент (меджлис). Конституция провозглашала принципы национализма, утверждая напрямую, что национализм «материально и духовно присутствует в республике». Базовыми принципами конституции стали лаицизм, социальное равенство, равенство всех граждан перед законом и неделимость Турецкой республики и турецкого народа. Турецкая республика объявлялась унитарным национальным государством, базирующимся на принципах светской демократии. Власть впервые официально была разделена на законодательную, исполнительную и судебную в рамках Турции. При этом разделение между исполнительной и судебной властью было очень жёстким, а между исполнительной и законодательной нечётким.
Тем не менее, несмотря на декларацию приверженности правам человека, принципам республики и плюрализма, по сути в стране сформировалась достаточно устойчивая диктатура Мустафы Кемаля, а после его смерти — его преемников Исмета Инёню и Сараджоглу. Впрочем, диктатура Ататюрка активно использовалась для насаждения реформ в консервативном турецком обществе, а не для обогащения самого диктатора. Только благодаря долгой однопартийной системе и прочной власти кемалистов Турция совершила быстрый рывок и преодолела целый ряд проблем, которые были её османским наследием.

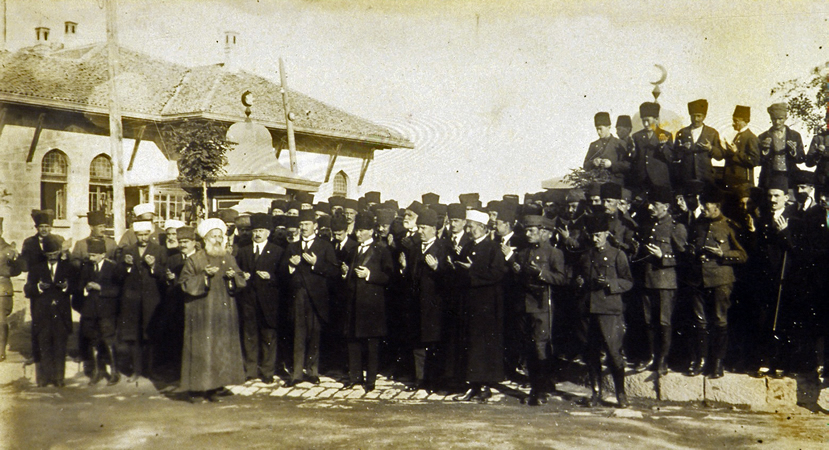
Члены меджлиса
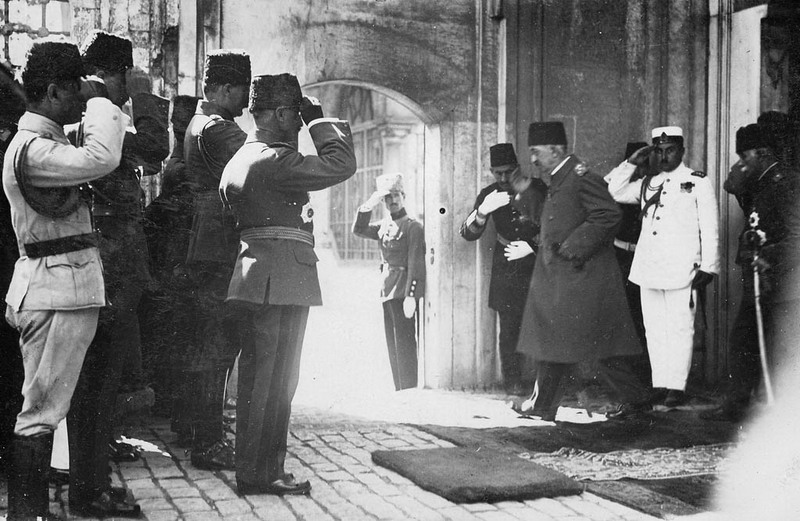
Отъезд Мехмета VI, последнего Султана Османской Империи, 1922
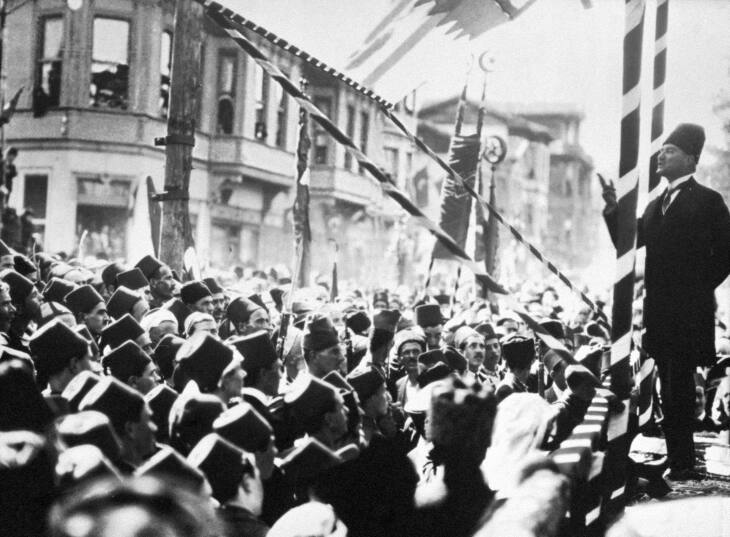
Кемаль выступает с речью в Бурсе. 1924 г.
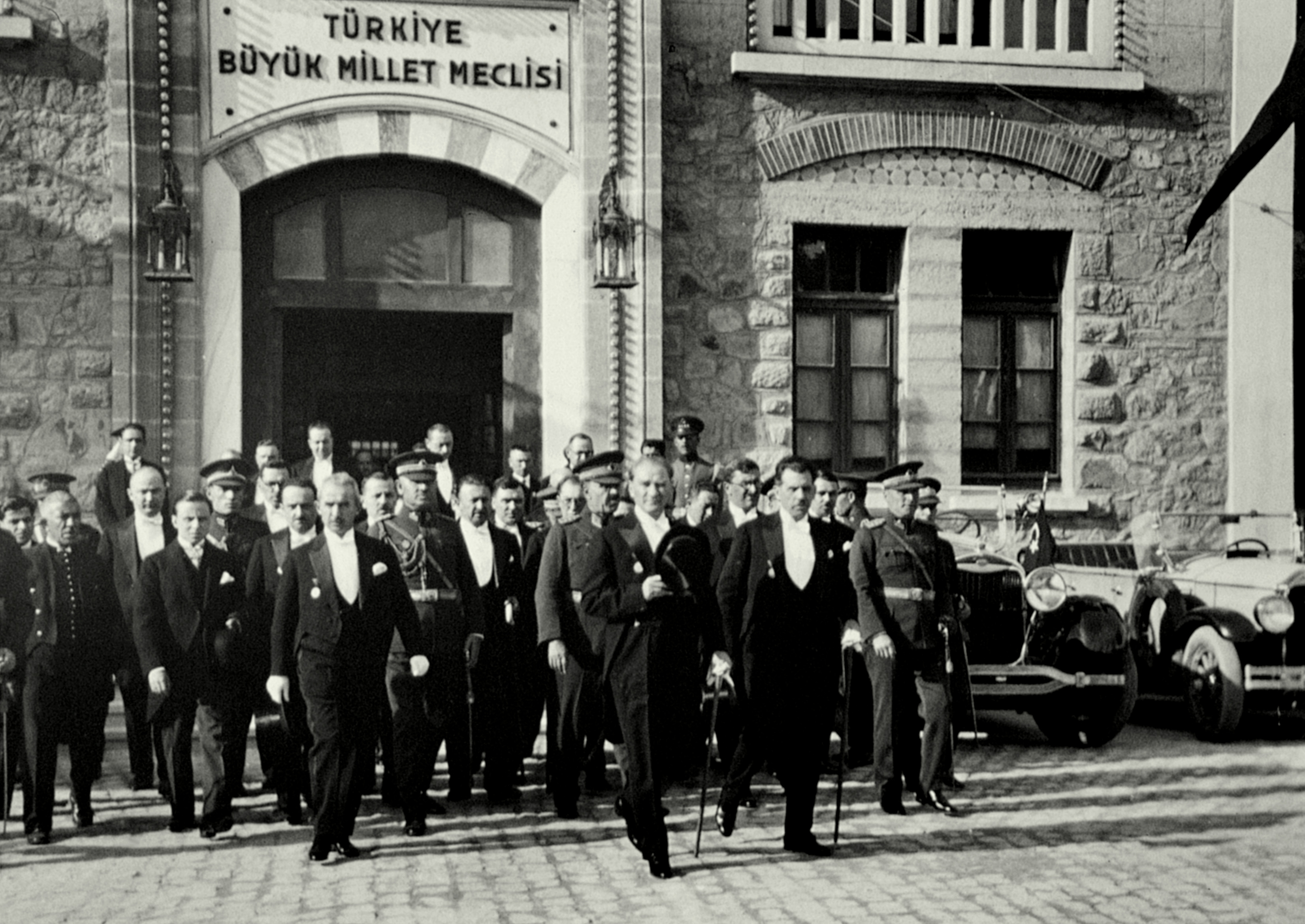
Ататюрк возле парламента в Анкаре. Слева на фотографии премьер-министр Исмет Инёню. Начало 1930-х.

#### Упразднение Османского султаната (1922), халифата (1924) и османскихмиллетов
23 апреля 1920 года состоялось открытие заседания Великого национального собрания Турции (ВНСТ), бывшего тогда чрезвычайным органом власти, сочетавшим законодательную, исполнительную и судебную власть, которое стало предшественником Турецкой республики. Первым спикером ВНСТ стал сам Кемаль.
После турецкой войны за независимость были открыты переговоры о мире. В конце октября 1922 года великий визирь Тевфик Паша предлагает в качестве делегата султана. Это предложение вызвало возмущение в турецком обществе, так как кемалисты отстояли независимость страны, а султан был виновен в поражении.
Мустафа Кемаль решил убить одним ударом двух зайцев — заявить свою делегацию на переговоры, а также полностью ликвидировать институт султаната. Чтобы сделать это, он созвал ВНСТ 30 октября того же года.
Заседания комиссии по вопросу султаната проводилось по 1 ноября. Комиссия возглавлялась юристами, но её члены в свою очередь в своих суждения основывались на Коране, священных книгах и богословских текстах, как делали их предки начиная с двенадцатого века. После долгих дебатов Мустафа Кемаль сказал следующее:
В течение почти двух часов я слушаю вашу болтовню! Суть проста: суверенное принадлежит самому народу страны. Но дом Османа [Османской династии] присвоил себе привилегии силой, и именно через насилие, её представители правили турецкой нацией и поддерживали своё господство в нем в течение десяти веков. Теперь это нация, которая восстала против узурпаторов, забирает себе право эффективно осуществлять свой суверенитет. Теперь это свершившийся факт, который ничто не сможет отменить. Было бы целесообразно для каждого члена комиссии смотреть на вопросы с точки зрения естественного права. В противном случае мы ничего не сможем изменить и рано или поздно снова вернёмся к султанату
1 ноября 1922 года Ататюрк официально упразднил Османский султанат, а халифат и султанат были отделены друг от друга. Все члены султанской семьи вместе с султаном Мехметом VI были насильно депортированы. В итоге Мехмет VI вынужден был просить политического убежища у моряков военного корабля британского флота 17 ноября того же года и выехал в Сан-Ремо.
Именно упразднение султаната позволило турецкому национализму открыто говорить о единстве турецкого народа и законности своей власти

В речи, которую Кемаль произнёс в ходе заседания ВНСТ 1 ноября 1920 года, он, сделав экскурс в историю халифата и оттоманской династии, в частности, сказал: 
В конце правления Вахидеддина, 36-го и последнего падишаха Оттоманской династии турецкая нация оказалась поверженной в бездну рабства. Эту нацию, которая в течение тысячелетий являлась благородным символом независимости, хотели ударом ноги сбросить в пропасть. Так же, как ищут какую-нибудь бессердечную тварь, лишённую всяких человеческих чувств, для того, чтобы поручить ей затянуть верёвку на шее осуждённого, так же для того, чтобы нанести этот удар, нужно было найти предателя, человека без совести, недостойного и вероломного. Те, которые выносят смертный приговор, нуждаются в помощи со стороны такой подлой твари. Кто мог бы быть этим подлым палачом? Кто мог бы положить конец независимости Турции, покуситься на жизнь, честь и достоинство турецкой нации? Кто мог бы иметь бесславную смелость принять, выпрямляясь во весь рост, смертный приговор, провозглашённый в отношении Турции? (Крики: „Вахидеддин, Вахидеддин!“, шум.) (Паша, продолжая:) Да, Вахидеддин, которого к несчастью эта нация имела в качестве главы и которого она назначила сувереном, падишахом, халифом… (Крики: „Да проклянёт его Аллах!)
Председатель и члены комиссии принимали законопроект в страхе за свою жизнь и должности, поэтому особых препятствий при принятии не возникло. После принятия закона Ататюрк сказал следующее:
Существует выход из тупика, в котором мы находимся. Парламент принял закон, разделяющий султанат и халифат, отменяющий султанат и изгоняющий султана Мехмета из страны. Национальная ассамблея постановляет, что Конституционный закон 20 января 1921 года относится ко всем территориям Турции. Следовательно, вся Турция теперь управляется правительством Анкары, турецким народом. Управление из Стамбула уже стало историей

#### Упразднение халифата
19 ноября 1922 года Кемаль телеграммой известил Абдул-Меджида ІІ о его избрании Великим национальным собранием на престол халифата: «18 ноября 1922 года на 140-м пленарном заседании Великое национальное собрание Турции единогласно постановило в соответствии с фетвами, изданными министерством культа, низложить Вахидеддина, который принял оскорбительные и пагубные для ислама предложения неприятеля посеять несогласие между мусульманами и даже вызвать среди них кровавую бойню. <…>» Абдул-Меджид II формально оставался халифом до 1924 года, когда был упразднён халифат.
В Османской империи люди, принадлежавшие к тому и иному миллету, обладали ограниченной самостоятельностью, выбирали своего предводителя, сами собирали налоги и жили в соответствии с собственными устоями и традициями. Мустафа Кемаль отменил данную систему, миллеты в обществе перестали признаваться и подчинялись единой законодательной базе.
Упразднение халифата было скорее политической, нежели практической целью. При рассмотрении вопроса о халифате, Кемаля воспринимают как главного религиозного врага и исламофоба. Настроения в обществе были таковы, что отмена Халифата не была бы поддержана не только другими депутатами, но даже и большинством сторонников Кемаля. Однако тут неожиданно в стамбульской газете были опубликованы официальные письмо мусульманских лидеров Индии, Ага Хана и Амира Али. В этом письме два князя просили Ататюрка уважать халифа и остановить вторжение гражданского правительства в религиозную власть. Кемаль немедля объявил халифа английским шпионом и это мнение было поддержано в обществе. Оппозицию же он пригрозил судить по статье, запрещавшей проявление симпатий к старому режиму, а редакторов газет, подготовивших провокацию отправили на каторгу.
1 марта 1924 года он пообещал парламентариям «Освободить политику от исламского рабства», а «ислам очистить от политики». 3 марта 1924 Мустафа Кемаль предлагает тотальную секуляризацию Турции, которую приняли единогласно. 3 марта на заседании ВНСТ под председательством Кемаля были приняты законы об отмене в Турции шариатского судопроизводства, передача вакуфного имущества в распоряжение создаваемого генерального управлениями вакуфами.
Упразднение халифата сопровождалось устранением множества религиозных коммун. Большинство из них просто не смогло приспособиться к новым экономическим реалиям и эмигрировало, часть — разорилась. Религиозные общества были лишены всяческой поддержки со стороны спонсировавших их организаций — школ, больниц и др.
Несмотря на антирелигиозную кампанию, исламский мир не предал Кемаля анафеме, так как тот вмешивался в дела турецких мусульман, к которым арабы издавна испытывали неприязнь.

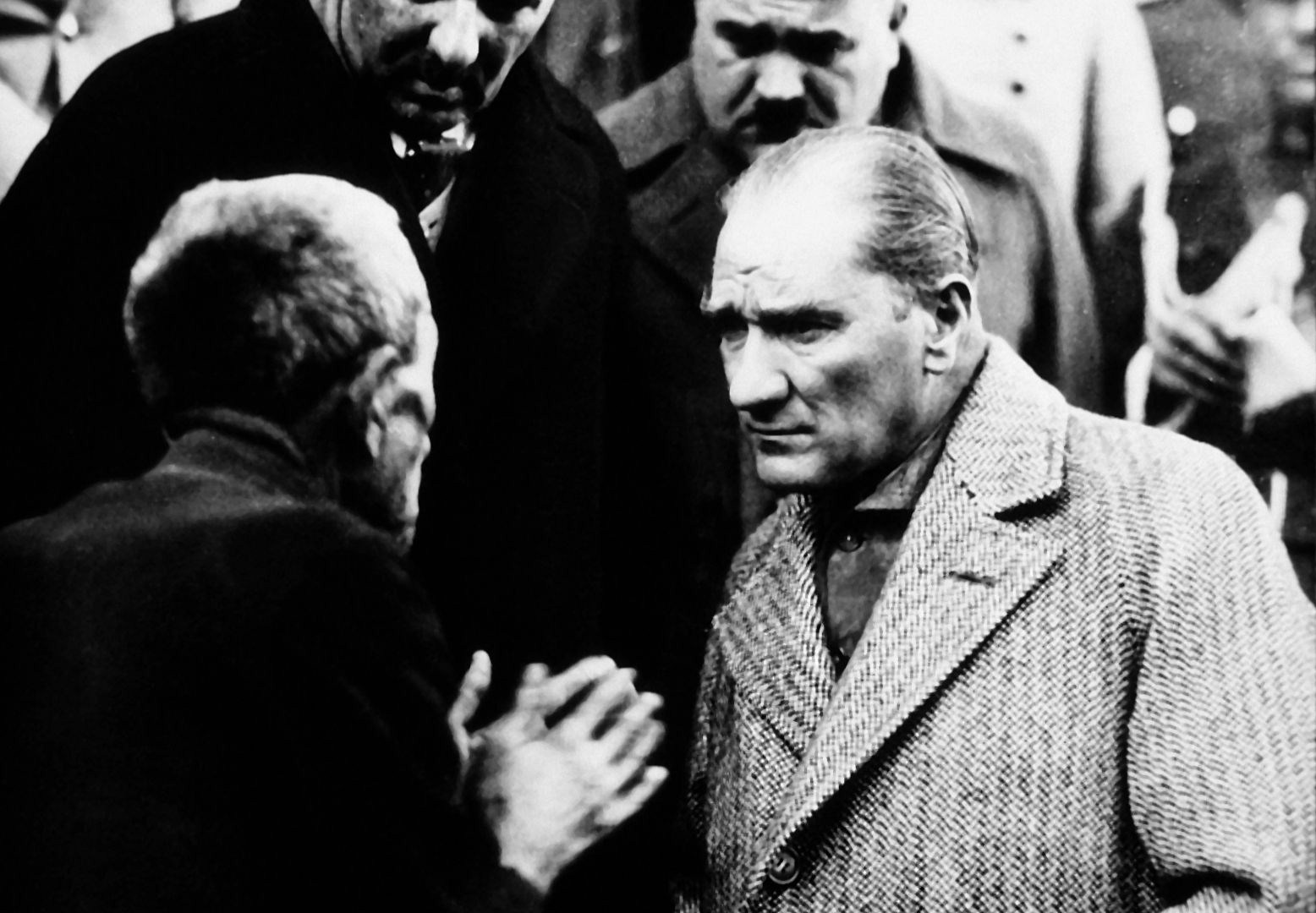
"Ататюрк и гражданин". Знаменитая фотография. 1930 г.
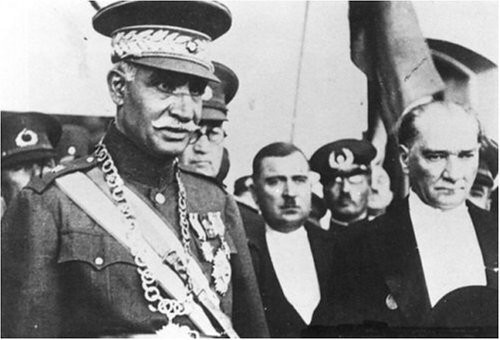
Ататюрк на встрече с шахом Ирана Реза Шахом Пехлеви
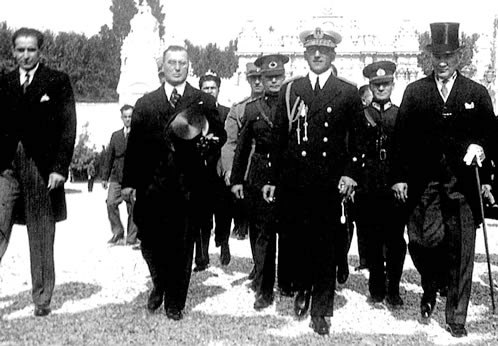
C королём Югославии Александром Карагеоргиевичем, 1933 г.
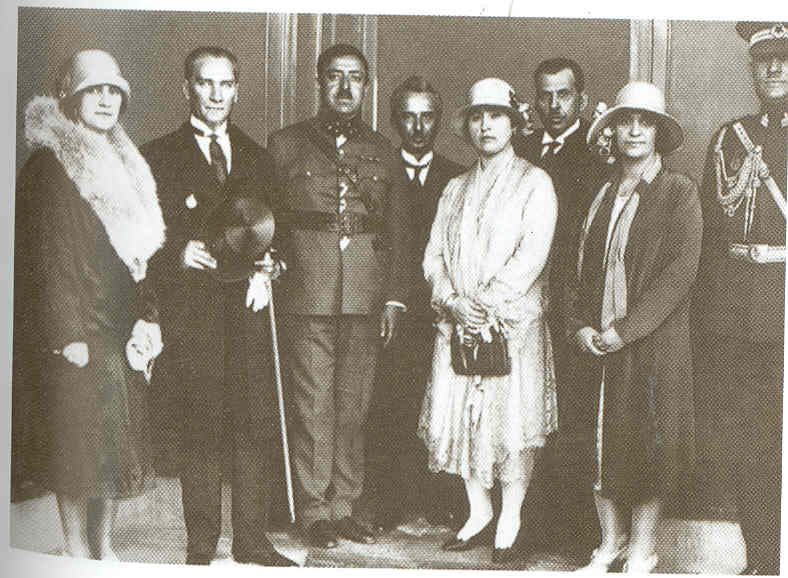
Ататюрк c королём Афганистана Аманулла-ханом.

#### Провозглашение Республики
В рамках первого национального собрания по отношению к Кемалю начинает формироваться сильная оппозиция. Возглавляют её различные лидеры, такие как Рауф, Казим Карабекир, Рефат паша, Али Фуад, Найреддин и Ариф. Для установления более сильного контроля над собранием Мустафа Кемаль решил провести новые выборы (сентябрь 1923).
29 октября 1923 года была провозглашена республика с Кемалем в качестве её президента. 20 апреля 1924 года была принята вторая конституция Турецкой республики, действовавшая до 1961 года. 30 ноября того же года, Исмет Инёню сформировал первое правительство. Турецкая республика начала строиться на следующих принципах: «суверенитет принадлежит без ограничений или условий для нации» и «Мир в стране, мир в мире».

В ходе создания республики Ататюрк сказал: 
Нам необходимо радикально изменить систему. Поэтому я решил, что Турция будет авторитарной республикой, управляемой президентом, который имеет в руках всю исполнительную власть и часть законодательной власти также. Форма правления турецкого государства является республикой. Она находится в ведении Великого Национального Собрания, который управляем различными ведомствами кабинетом министров и выбирает из своих членов Президента Республики. Список членов правительства должны быть представлены Президенту Республики для утверждения Ассамблеей
Ататюрк дважды, 24 апреля 1920 года и 13 августа 1923 года, избирался на пост спикера ВНСТ. Этот пост совмещал в себе посты глав государства и правительства. 29 октября 1923 года была провозглашена республика Турция, и Ататюрк был избран первым её президентом. В соответствии с конституцией, выборы президента страны проводились раз в четыре года, и Великое Национальное Собрание Турции избирало Ататюрка на этот пост в 1927, 1931 и 1935 годах. В соответствии с Законом о фамилиях, 24 ноября 1934 года турецкий парламент присвоил ему фамилию «Ататюрк» («отец турок» или «великий турок», сами турки предпочитают второй вариант перевода).

#### Многопартийная система
Двухпалатная система Османской империи состоявшая из двух палат собрания, верхней палаты визирей и нижней палаты представителей полностью упразднялась. Впрочем, существовала на тот момент она только на бумаге и не действовала с момента захвата Стамбула силами Антанты. Учреждались официально должности президента и премьер-министра, а также однопалатный парламент. Первые выборы парламента прошли по пропорциональной системе.
Перед выборами группы депутатов предприняли попытки провокаций против Кемаля. Сначала была инициирована попытка запрещения избрания депутатами людям, родившимся вне границ современной Турции, а затем попытка запретить баллотироваться тем, кто не прожил 5 лет в своем округе. И хотя эти законы приняты не были, Кемаль не получил серьёзной поддержки на выборах, единственным способом для него, вернуться к власти был вариант вхождения в коалицию, но ни с одной из сторон Кемаль переговоры не вёл и предпочёл отказаться от депутатского мандата. После выборов делегация депутатов потребовала от Кемаля подать в отставку с поста президента Национального Собрания. По их словам должности председателя парламента и президента политической партии несовместимы. Мустафа Кемаль сказал им:
Я ничего не понимаю из того что вы говорите. Вы говорите о различных фракциях в Ассамблее? Так в государстве должна быть только одна фракция. Для принятия решений, которые принимаем сейчас мы, устройство государства имеет важное значение. Там не должно быть никаких соперничающих партий или идеологий. Для меня — дело чести остаться председателем Ассамблеи и лидером единственной партии, чьё существование я признаю — Народно-республиканской. На мой взгляд, все другие партии не существуют.
В связи с этим Республиканская народная партия, оставалась единственной партией в парламенте до 1945 года, поэтому система была лишь формально многопартийной. Лишь в 1950 году Демократическая партия стала лидером парламента, по сути изменив политическую систему. В течение 1930 года некоторое время существовало несколько небольших партий, однако все они были распущены либо запрещены.

### Создание светского государства
По мнению российского тюрколога В. Г. Киреева, военная победа над интервентами позволила кемалистам, которых он считает «национальными, патриотическими силами молодой республики», обеспечить стране право на дальнейшее преобразование и модернизацию турецкого общества и государства. Чем больше кемалисты упрочивали свои позиции, тем чаще они заявляли о необходимости европеизации и секуляризации.
Попытка установления всеобщего равноправия в стране натолкнулось на препятствия в виде старых османских традиций. Изменения в законодательстве были радикальными, так как Ататюрк взял за основу французскую модель светского общества. Суть европейской модели заключалась в:
- гарантии свободы совести (свободы исповедования любой религии),
- отделении религии от государства,
- прекращении использования гражданских фондов в религиозных целях,
- выводе законодательной системы из-под контроля религии,
- освобождении системы образования от религии, толерантном отношении ко всем, кто меняет религию или объявляет себя атеистом.
- снятии религиозных ограничений для лиц, занимающих государственные должности[18][19]
- создании 3 марта 1924 г. новой государственной системы образования, очищенной от ислама и законов шариата.
- создании структуры законов на основе Швейцарского гражданского кодекса.

Мустафа Кемаль видел в халифате связь с прошлым и исламом. Поэтому вслед за ликвидацией султаната он уничтожил и халифат. Кемалисты открыто выступили против исламской ортодоксии, расчищая путь для превращения страны в светское государство. Почва для преобразований кемалистов была подготовлена и распространением передовых для Турции философских и социальных идей Европы, и все более широким нарушением религиозных обрядов и запретов. Офицеры — младотурки считали делом чести пить коньяк и закусывать его ветчиной, что выглядело страшным грехом в глазах ревнителей мусульманства.
Ещё первые османские реформы ограничили могущество улемов и отняли у них часть влияния в области права и образования. Но богословы сохраняли огромную власть и авторитет. После уничтожения султаната и халифата они оставались единственным институтом старого режима, который сопротивлялся кемалистам.
Кемаль властью президента республики упразднил древнюю должность шейх-уль-ислама — первого улема в государстве, министерства шариата, закрыл отдельные религиозные школы и колледжи, а позже запретил шариатские суды. Новый порядок был закреплён республиканской конституцией.
Все религиозные учреждения стали обязательной частью государственного аппарата. Департамент религиозных учреждений занимался мечетями, монастырями, назначением и смещением имамов, муэдзинов, проповедников, наблюдением за муфтиями. Коран перевели на турецкий язык, что на тот момент было страшным грехом. Призыв на молитвы стал звучать на турецком языке, хотя попытка отказаться от арабского на молитвах так и не удалась, так как в Коране важно не только содержание, но и мистическое звучание непонятных арабских слов. Выходным днем кемалисты объявили воскресенье, а не пятницу, мечеть Айя-София в Стамбуле превратилась в музей. В быстро росшей столице Анкаре практически не строили культовых сооружений. По всей стране власти были против открытия новых мечетей и сдержанно приветствовали закрытие старых.
Турецкое министерство просвещения взяло под свой контроль все религиозные школы. Медресе, существовавшее при мечети Сулеймание в Стамбуле, которое готовило улемов высшего ранга, было передано богословскому факультету Стамбульского университета. В 1933 году на базе этого факультета был открыт Институт исламских исследований.
Однако сопротивление лаицизму — светским реформам — оказалось сильнее, чем ожидали. Когда в 1925 году началось курдское восстание, его возглавил один из дервишеских шейхов, призывавших свергнуть «безбожную республику» и восстановить халифат.
В средние века дервиши зачастую выступали в качестве руководителей и вдохновителей религиозно-социальных восстаний. В другие времена они проникали в аппарат правительства и оказывали огромное, хотя и скрытое, влияние на действия министров и султанов. Среди дервишей шло жестокое соревнование за влияние на массы и на государственный аппарат. Благодаря тесной связи с местными вариантами гильдий и цехов дервиши могли влиять на ремесленников и торговцев. В дервишеских монастырях проходили экстатические собрания с музыкой, песнями и танцами.
Когда в Турции начались реформы, стало ясно, что не богословы-улемы, а именно дервиши оказывают наибольшее сопротивление лаицизму. Борьба порой принимала жестокие формы. В 1930 году мусульманские фанатики убили молодого армейского офицера Кубилая. Его окружили, повалили на землю и медленно отпилили ему голову ржавой пилой, выкрикивая: «Аллах велик!», в то время как толпа одобрительными возгласами поддерживала их деяние.

Со своими противниками кемалисты расправлялись без жалости. Мустафа Кемаль обрушился на дервишей. В 1925 г. он закрыл их монастыри, распустил ордена, запретил собрания, церемонии и особую одежду. Уголовный кодекс запретил политические ассоциации на базе религии. Это был удар в самую глубину, хотя он и не достиг полностью цели: многие дервишеские ордена были в то время глубоко законспирированы либо закрыты.

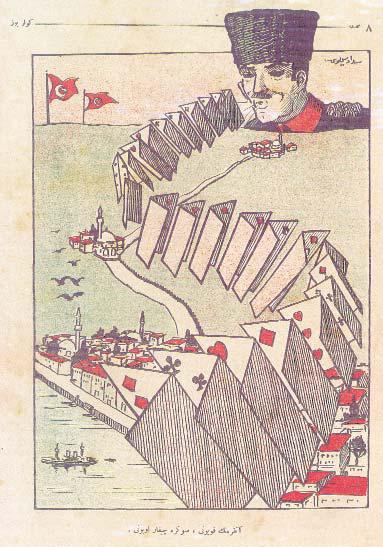
«Овца из Анкары смеётся последней». Политический шарж Седата Симави опубликованная в октябре 1922. На заднем плане Анкара, на переднем Стамбул. Шарж посвящён переносу столицы.
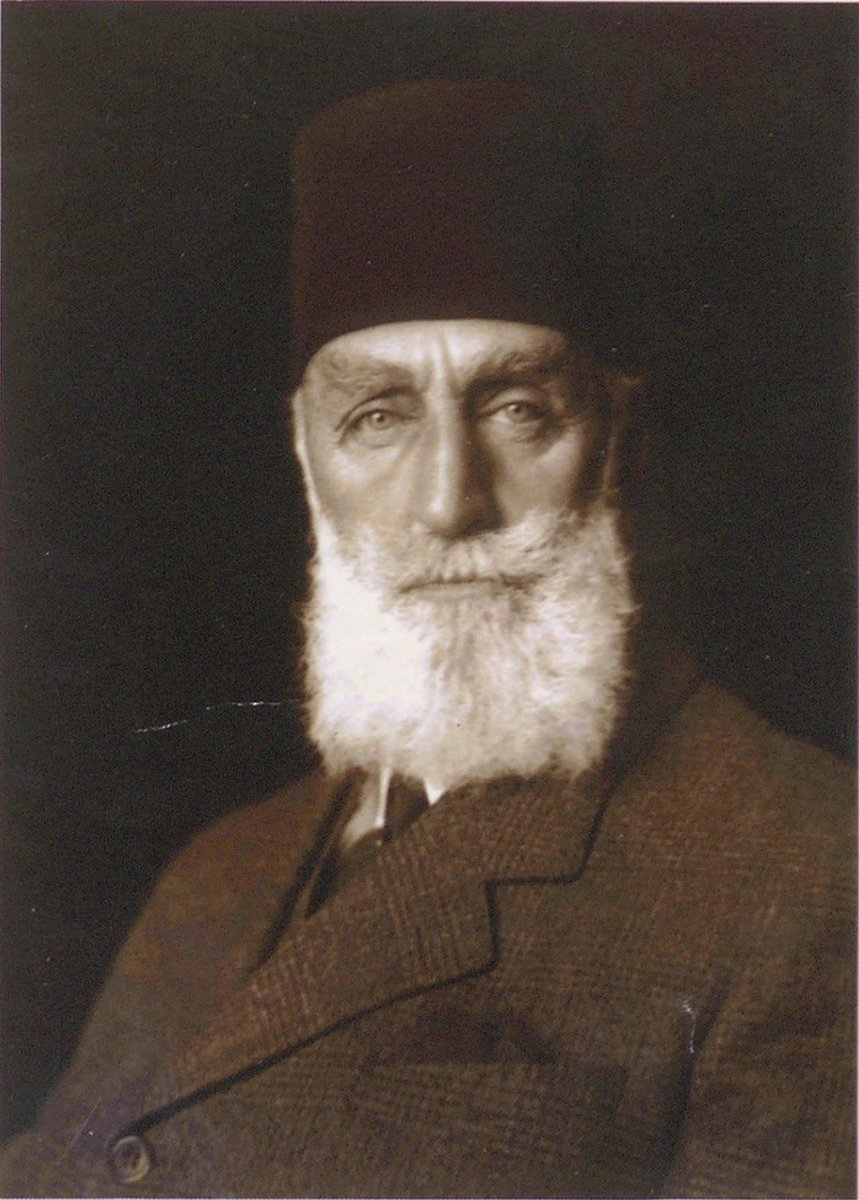
Последний номинальный халиф Абдул-Меджид II
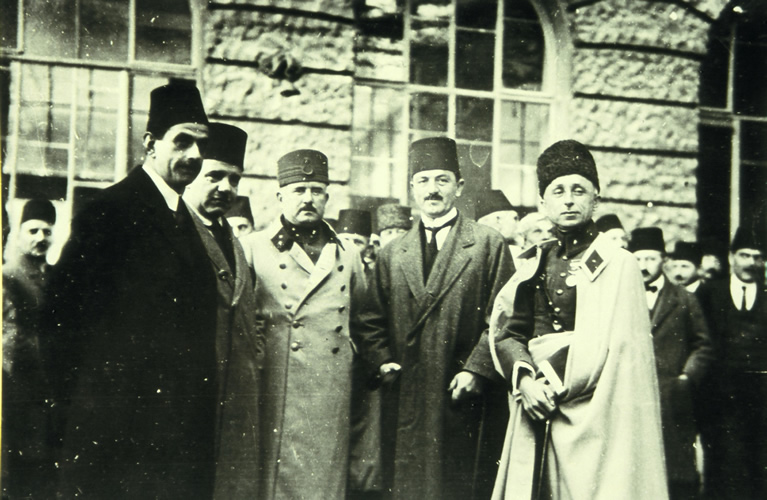
Лидеры Прогрессивной республиканской партии Турции, первой оппозиционной партии в стране. Слева: Аднан Адывар, Али Фуат-паша, Казим Карабекир-паша, Рауф Орбай и Рефет-паша
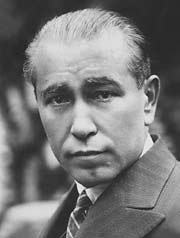
Али Фетхи Окьяр, лидер Либерально-республиканской партии Турции

#### Ведомство по религиозным делам
Приверженность антицерковным реформам тем не менее не сопровождалась исламофобией, а сам Кемаль продолжал поддерживать ислам, отделяя его при этом от государственной власти. Для разграничения прав и полномочий он создал Ведомство по религиозным делам (тур. Diyanet İşleri Başkanlığı).
Ведомство было создано, для того чтобы «исполнять всю работу, касающуюся веры, поклонения и этики ислама, просвещая народные массы относительно положений ислама, а также его концепций. А также для распоряжения святыми местами» Здесь прослеживается связь реформ Кемаля с советским режимом в СССР, который также передал все священные места в управление конкретным священникам.
Данное ведомство работало также с иными религиями. И хотя формально учреждалось религиозное равноправие, а вероисповедание объявлено личным делом каждого, на деле росло число атеистов, а население страны активно переставало быть религиозным.
Лозаннский договор гарантировал возможность представителям иных конфессий (армянам, грекам и евреям) создавать собственные организации и учебные заведения, а также пользоваться национальным языком. Однако Ататюрк не был намерен добросовестно выполнять эти пункты. Была начата кампания по насаждению турецкого языка в быту национальных меньшинств под лозунгом: «Гражданин, говори по-турецки!» От евреев, например, настойчиво требовали, чтобы они отказались от родного языка джудесмо (ладино) и перешли на турецкий, что рассматривалось как свидетельство лояльности государству. Одновременно печать призывала религиозные меньшинства «стать настоящими турками» и в подтверждение этого добровольно отказаться от прав, гарантированных им в Лозанне. В отношении евреев это было достигнуто тем, что в феврале 1926 г. газеты опубликовали соответствующую телеграмму, якобы посланную 300 турецкими евреями в Испанию (при этом ни авторы, ни адресаты телеграммы так никогда и не были названы). Хотя телеграмма была откровенно фальшивой, евреи не посмели её опровергнуть. В результате была ликвидирована автономия еврейской общины в Турции; её еврейским организациям и учреждениям пришлось прекратить или в значительной мере свернуть свою деятельность. Им также строго запрещалось поддерживать связи с еврейскими общинами в других странах или участвовать в работе международных еврейских объединений. Было фактически ликвидировано еврейское национально-религиозное образование: отменены уроки еврейской традиции и истории, а изучение иврита сведено к минимуму, необходимому для чтения молитв Евреев не принимали на службу в государственные учреждения, а тех, кто работал в них ранее, при Ататюрке уволили. В армии их не принимали в офицеры и даже не доверяли им оружия — военную повинность они отбывали в трудовых батальонах.

### Перенос столицы
13 октября 1923 года столица Турции была перенесена из Стамбула в Анкару, для начала эффективной борьбы с коррупцией, которая была большой проблемой Османской империи. Ещё во время борьбы за независимость Ататюрк выбрал этот город для своей штаб-квартиры, так как он был связан железной дорогой со Стамбулом и в то же время не был досягаем для вражеских армий. В Анкаре состоялась первая сессия национального собрания, и Кемаль провозгласил город столицей. Не меньшую роль играла и цель дистанцироваться от космополитического Стамбула, символизировавшего существовавшую ещё вчера Османскую империю. В этом городе многое напоминало об унижениях прошлого и слишком много людей было связано со старым режимом.
Газета «Таймc» в 1923 году в декабре писала с издёвкой: «Даже самые шовинистически настроенные турки признают неудобства жизни в столице, где полдюжины мерцающих электрических лампочек представляют собой общественное освещение, где в домах почти нет воды, текущей из крана, где осел или лошадь привязаны к решётке маленького домика, который служит министерством иностранных дел. Городе, где открытые сточные канавы бегут посреди улицы, где современные изящные искусства ограничены потреблением плохого ракы — анисовой водки и игрой духового оркестра, где парламент заседает в доме, не большем, чем помещение для игры в крикет».
В то же время в 1923 году Анкара уже представляла собой небольшой торговый центр с населением около 30 тысяч человек. Её позиции как центра страны укрепились впоследствии благодаря строительству железных дорог в радиальных направлениях, а после этого она стала полноценной современной столицей, избавив Стамбул от множества ненужных функций.

## Законодательные реформы
Законодательные реформы Мустафы Кемаля были в каком то смысле последним шагом по устранению всего, что напоминало об Османской империи. Существовавшие в империи миллеты имели немалую законодательную автономию. Каждый миллет (шариатский, католический или иудейский) навязывал свои правила в обществе, кроме того все они устанавливали по сути религиозное законодательство. Достаточно слабые реформы 1839 г. лишь формально уравняли всех людей в глазах законов. На деле Османская империя продолжала оставаться религиозной страной, а религиозные правила оставались более сильными, нежели обычные законы.

### Модернизация правовой системы
В 1920 г., как и сегодня[когда?], исламское право не могло регулировать все гражданские и политические взаимоотношения в стране. Множество необходимых уже в начале 20-х годов законодательных принципов в исламском праве просто отсутствовали. Не было разумного регулирования деловых отношений, также как и криминального права. Уже к началу 19-го столетия почти все уголовное законодательство в Османской империи было парализовано из-за огромной коррупции, устаревших норм и средневековой системы. После того как в Европе прошла эпоха просвещения христианское и мусульманское законодательство стали очень сильно отличаться.
Реформы Ататюрка провозгласили официальную отмену меджелле, Земельного кодекса 1858 года и других исламских законов.
Другим важным шагом была полная отмена шариатских судов в стране, а также принятие гражданского кодекса на основе швейцарского и уголовного кодекса по образцу итальянского. Устанавливались либеральные светские принципы гражданского права, определялись понятия собственности, владения недвижимого имущества — частного, совместного и т. д.
Одним из важнейших шагов стал официальный запрет многожёнства и разрешение гражданских браков. В то же время влияние ислама было очень сильным, а многие реформы по сути не были продуманы. Принятие швейцарского гражданского кодекса многое изменило в семейных отношениях. Запретив полигамию, закон предоставил женщине право развода, внедрил бракоразводный процесс, уничтожил юридическое неравенство между мужчиной и женщиной. Однако новый кодекс также носил вполне определённые специфические черты. К примеру, он предоставлял женщине право потребовать у мужа развода, если тот скрыл, что он безработный. Однако условия общества, установившиеся веками традиции сдерживали применение новых брачно-семейных норм на практике. Для девушки, которая хочет выйти замуж, непременным условием считалось (и считается) девственность. Если муж обнаруживал, что его жена — не девственница, он отсылал её обратно родителям, и до конца жизни она несла позор, как и вся её семья. Иногда её убивали без жалости отец или брат и прямого наказания за это не было предусмотрено.
Кроме гражданского, страна получила новые кодексы для всех отраслей жизни. На уголовный кодекс оказали влияние законы фашистской Италии. Статьи 141—142 использовались для расправы с коммунистами и другими представителями левых партий.

### Закон об авторских правах
Помимо общих законодательных реформ был также принят закон об авторских правах. При Ататюрке впервые в прессе началось обсуждение незаконного копирования тех или иных научных, информационных и образовательных материалов.

## Экономические реформы
Одним из основных преобразований Кемаля на начальном этапе становления нового государства стала экономическая политика, которая определялась неразвитостью его социально-экономической структуры. Из 14 млн населения около 77 % проживало в деревнях, 81,6 % было занято в сельском хозяйстве, 5,6 % — в промышленности, 4,8 % — в торговле и 7 % — в сфере услуг. Доля сельского хозяйства в национальном доходе составляла 67 %, промышленности — 10 %. Большая часть железных дорог оставалась в руках иностранцев. В банковском деле, страховых компаниях, муниципальных предприятиях, в горнодобывающих предприятиях также господствовал иностранный капитал. Функции Центрального Банка выполнял Оттоманский банк, контролируемый английским и французским капиталом. Местная промышленность за отдельным исключением была представлена ремеслом и мелкими кустарными промыслами.
Ататюрк и Исмет Инёню считали оправданным и достаточно важным установление государственного контроля в экономике. Главной их целью было всестороннее объединение Турции, устранение иностранного влияния в экономике и улучшение внутренних связей в стране. В частности было принято достаточно сомнительное решение об отказе от полной эксплуатации Стамбульского торгового порта, в котором царили иностранные компании. Основные торговые потоки были перенаправлены в другие, куда менее развитые порты и, соответственно, иные города. В конечном счёте это привело к уменьшению централизации экономики и сбалансированному развитию городов. В то же время в стране поощрялась частная инициатива.
В то же время реформы кемалистов распространялись в основном на города. Лишь немного они касались деревни, где до сих пор живёт почти половина населения Турции, а во время правления Ататюрка жило подавляющее большинство.

### Сельское хозяйство
Так называемый «экономический конгресс», созванный кемалистами в Измире в феврале 1923 года поставил задачу перехода от мануфактур и кустарного производства к крупным фабрикам и заводам, учреждения целых отраслей промышленности, сырьё для которых было в стране. В двадцатые годы правительство активно поощряло использование сельскохозяйственных машин. С этой целью был принят ряд законов, которые предусматривали поощрительные меры для крестьян, использующих сельскохозяйственную технику. Если в 1925 г. во всей Турции насчитывалось 20 тракторов, то уже в 1953-м их было 34 000. Для улучшения орошения земель было построено около 15 тысяч оросительных сооружений. Правительство также максимально помогало кооперативам, снижало железнодорожные тарифы на перевозку фруктов, инжира, зерна и т. д.
В 1924 году было учреждено Министерство пищи, земледелия и скотоводства. Министерство занялось организацией образцовых ферм, которые должны были показать туркам как можно и необходимо вести хозяйство. Одна из таких ферм даже смогла стать впоследствии рекреационной зоной.

#### Земельная реформа
Ага, крупные османские военачальники, а впоследствии просто офицеры османской армии издревле были крупными землевладельцами, а также владели поместьями и роскошными усадьбами. Крестьяне по сути до конца существования Османской империи были бесправными и не обладали полноценным правом владения даже небольшими отрубами земли.
Государство распределяло среди безземельных и малоземельных крестьян национализированную вакуфную собственность, государственную и земли покинувших Турцию или умерших христиан. Государство поощряло создание сельскохозяйственных кооперативов.
Земельная реформа оказалась одной из самых растянутых и шла даже после его смерти. Начатая в середине 30-х, лишь к 1945-му году она была подкреплена соответствующей законодательной базой. Однако и эти законы натолкнулись на неточные формулировки и сложности их исполнения. Согласно закону No 4753, фермеры получали право владения землёй, но закон на практике исполнялся далеко не всегда. Зачастую граждане страны просто не понимали суть реформы, а чиновники неверно интерпретировали тот или иной её пункт. Наделение крестьян землёй сильно затянулось, хотя главная цель, полное уничтожение феодального наследия, была достигнута и достаточно быстро.

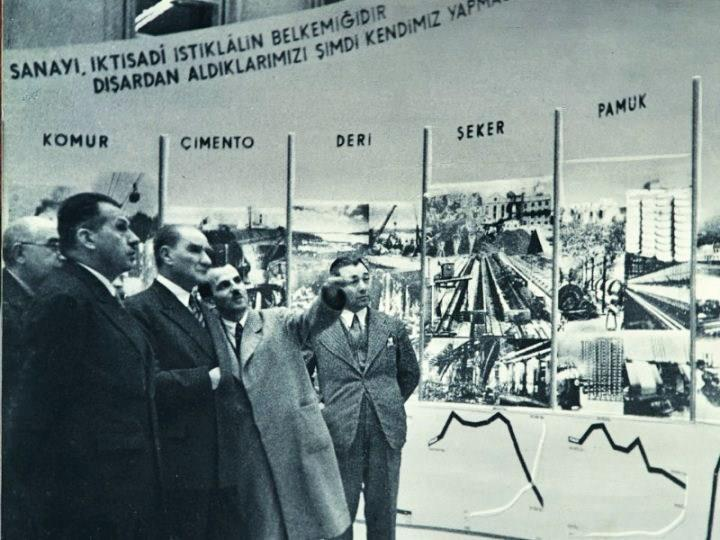
Ататюрк получает информацию о событиях в отечественной промышленности.
Логотип первого турецкого банка İş Bankası
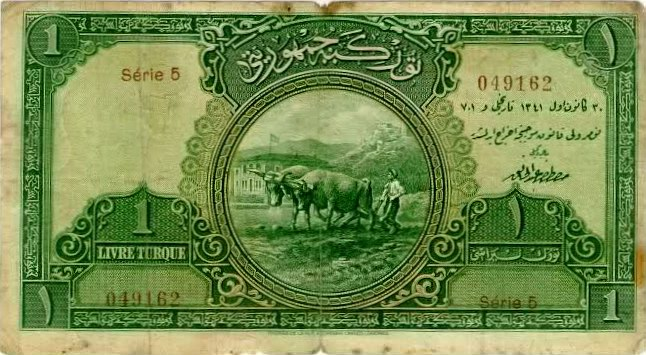
1 лира, выпущенная турецким центробанком в 1926 г.
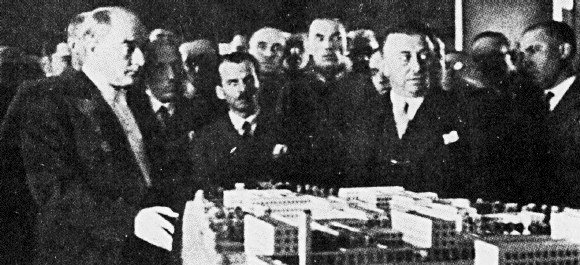
1935 г. Кемаль вместе с правительством изучает план субсидирования текстильной промышленности

### Промышленность
Развитие промышленности в эпоху реформ Ататюрка стимулировалось активной политикой импортозамещения. Создавалось множество государственных компаний и банков. По всей стране массово строились государственные фабрики сельскохозяйственной, текстильной и машиностроительной промышленности.
Множество этих предприятий далее успешно росли и развивались, а затем были выгодно приватизированы в конце XX века.
В декабре 1925 года была принята норма стимулирования текстильной промышленности. Государственных служащих обязали носить одежду, изготовленную из тканей исключительно отечественного производства, даже если эти ткани были дороже, чем импортные. Разница в цене покрывалась бюджетами государственных учреждений и муниципалитетов.
Важнейшее значение имел «Закон о поощрении промышленности», вступивший в силу с 1 июля 1927 года. Отныне промышленник, намеревавшийся строить предприятие, мог получить безвозмездно земельный участок до 10 гектаров. Он освобождался от налогов на крытые помещения, на земельный участок, на прибыль и т. п. На материалы, импортируемые для строительства и производственной деятельности предприятия, не налагались таможенные сборы и налоги. В первый год производственной деятельности каждого предприятия на стоимость выпускаемой им продукции устанавливалась премия в 10 % стоимости.

#### Государственный контроль экономики
Изначально Ататюрк и его команда кемалистов активно поддерживали частную инициативу в стране. Однако установление равноправия и капиталистических норм мало что изменили в обществе, которое ещё вчера жило по законам шариата. Большая часть торговцев получив полную свободу начали вкладывать деньги в развитие торгового бизнеса или даже в примитивную спекуляцию, совершенно не стимулируя экономическое развитие. Режим офицеров и чиновников, сохранивших определённое презрение к торговцам, все с большим неудовольствием наблюдал за тем, как частные предприниматели игнорировали призывы правительства вкладывать деньги в создание промышленности.
Турецкий табак, одна из главных сельскохозяйственных культур региона после оккупации частей Османской империи выращивался исключительно французскими компаниями. Даже торговля табаком и сигаретами контролировалась всего двумя французскими монополиями — «Regie Company» и «Narquileh tobacco» Сложившаяся в Османской империи государственная табачная монополия развалилась в силу огромных долгов империи. В итоге контроль изначально получила Regie, впоследствии получившая контроль над всем циклом производства и торговли, включая экспорт табака и даже неограниченный контроль цен. В итоге в зависимость от Франции попало большинство турецких крестьян. В связи с этим в 1925 г. компания была национализирована и переименована в «Tekel».
Важным шагом была национализация всех, построенных в стране железных дорог. Ещё с времён появления первых жд. путей в Османской империи контролировали их Европейцы, турецкий контроль распространялся лишь на некоторые вокзалы в стране. 31 мая 1927 г. были основаны Турецкие железные дороги, «Türkiye Cumhuriyeti Devlet Demiryolları», сокращённо «TCDD» Уже 1 июня того же года началась реструктуризация Анатолийской и Транскавказской жд магистралей, при помощи которых было организовано первое международное сообщение, контролировавшееся Турецкой республикой. Под патронажем государства начала быстро расти и сеть внутренних железных дорог. В том же самом 1927-м году активизировалось и дорожное строительство. К 1927-му году в стране насчитывалось 13,885 км дорог без асфальтированного покрытия, и лишь 4.450 км дорог с асфальтированным покрытием, а также 94 моста. В продолжение данной политики в 1935 было создано новое государственное дорожное объединение «Şose ve Köprüler Reisliği», которое и сегодня ведёт по всей Турции дорожное строительство. К 1937 году общая протяжённость всех дорог в стране была уже 22,000 км, но большая часть их была железными дорогами.
Мировой экономический кризис больно ударил по новой кемалистской экономике. Тогда Ататюрк ещё больше убедился в жизненной необходимости государственного регулирования экономики. Эта практика получила название этатизма. Правительство серьёзно расширило государственный сектор экономики на отрасли промышленности и транспорта, а, с другой стороны, открыло рынки для иностранных инвесторов.
В 1933 г., по окончании Великой депрессии, было объявлено о проведении первой пятилетки по образцу СССР (до 1937 г. соответственно). Этот план был разработан, для того чтобы стимулировать компании, обосноваться в Анатолии и увеличивать добычу турецкого сырья. Первыми крупным турецкими компаниями стали заводы по производству сахара и цемента. В 1928 году правительство начало строить мощные электростанции, чтобы обеспечить новые производства электроэнергией. По всей стране стали строиться литейные, сталелитейные, керамические и химические заводы, налаживается производство бумаги.
В 30-е годы Турция занимала третье место в мире по темпам промышленного развития.

### Финансы

#### Учреждение современной банковской системы
В 1924 году при поддержке Кемаля и ряда депутатов Меджлиса был учреждён Деловой банк (İş Bankası) — первый в истории Турции банк. Уже в первые годы деятельности он стал владельцем 40 % акции компании «Türk Telsiz Telefon, TAS», построил крупнейший тогда в Анкаре отель «Ankara-palas», купил и реорганизовал фабрику шерстяных тканей, предоставил кредиты нескольким анкарским торговцам, поставлявшим на экспорт тик (ткань) и шерсть.
Основание банковской системы Турцией в 1924 г. было уже жестокой необходимостью для возможности справляться с вызовами времени. Необходим был банковский сектор для активного кредитования экономики, аккумуляции денежных средств и кредитования идущей в Турции промышленной революции. К концу 1920-х годов в стране возникла обстановка чуть ли не бума. За 1920—1930-е годы была создана 201 акционерная компания с суммарным капиталом 112,3 млн лир, в том числе 66 компаний с иностранным капиталом (42,9 млн.лир).
29 октября 1923 г. были выведены из обращения старые Оттоманские лиры, введённые ещё в 1844 г. Кроме того было введено жёсткое соотношение лиры и куруша по курсу 1 лира за 100 курушей, а действовавшие ранее соотношения по количеству золота и серебра в монетах были отменены.
Для поддержания курса турецкой лиры и торговли валютой в марте 1930 г. был учреждён временный консорциум, в который вошли все крупнейшие национальные и иностранные банки, действовавшие в Стамбуле, а также министерство финансов Турции. Спустя шесть месяцев после создания, консорциуму было предоставлено право эмиссии. Дальнейшим шагом в упорядочении денежной системы и регулировании курса турецкой лиры стало учреждение в июле 1930 г. Центрального банка, начавшего свою деятельность в октябре следующего года. С началом деятельности нового банка консорциум был ликвидирован, а право эмиссии перешло к Центральному банку. Таким образом, Оттоманский банк, основанный ещё в 19-м веке и контролировавшийся иностранцами, перестал играть доминирующую роль в турецкой финансовой системе. Для увеличения государственного контроля в рамках националистической политики иностранцы были лишены права работать в банках и занимать должности в Центробанке.

#### Внешний долг
В 1881 г. была учреждена Администрация Османского долга, контролировавшаяся европейцами, имевшая собственный штат из 5000 сотрудников и сама собиравшая налоги в стране и направляя их напрямую в Европу в счёт погашения долгов.
В 1925 г. в ходе Парижской конференции была достигнута договорённость об урегулировании долга Турецкой республики. Единоразово было уплачено 62 % долга империи, накопленного до 1912 г. и 77 % долга, накопленного после. В 1933 г. Турции удалось добиться от европейских стран уступок и оставшаяся сумма была снижена со 161.3 млн турецких лир, до 84.6 млн лир. Однако и эта, уменьшенная вдвое задолженность погашалась постепенно и окончательно была выплачена лишь в 1954 г.

#### Изменение налоговой системы
В рамках реформ Ататюрка была отменена система ашара, согласно которой собиралась в качестве налога десятая часть приплода домашних животных.

### Переход к метрической системе мер и реформа календаря
В рамках реформ Ататюрка в 1925 г. был совершён переход от исламского летосчисления на Григорианский календарь, введена метрическая система мер, а также установлена 5-дневная рабочая неделя.

## Социальные реформы

### Общественность
Социальные реформы Кемаля уравняли в правах женщин и мужчин. Впервые в истории Турции женщины получили право голоса. Одной из главных целей реформ было изменение социальной структуры общества, установление равноправия, а также лишение отдельных групп (в том числе религиозных) какого бы то ни было влияния и власти.

С этой целью кемалисты решили внедрить в обиход европейскую одежду. Одежда в Османской империи была элементом разделения общества на сословия. В зависимости от пола, профессии, сословия, а также принадлежности к армии человек носил соответствующую одежду. В одной из речей Мустафа Кемаль объяснял свои намерения таким образом: 
Было необходимо запретить феску, которая сидела на головах нашего народа как символ невежества, небрежности, фанатизма, ненависти к прогрессу и цивилизации, и заменить её шляпой - головным убором, которым пользуется весь цивилизованный мир. Таким образом, мы демонстрируем, что турецкая нация в своём мышлении, как и в других аспектах, ни в коей мере не уклоняется от цивилизованной общественной жизни
. Или в другой речи: 
Друзья! Цивилизованная международная одежда достойна и подходящая для нашей нации, и мы все будем носить её. Ботинки или башмаки, брюки, рубашки и галстуки, пиджаки. Конечно, все завершается тем, что мы носим на голове. Этот головной убор называется «шляпа»

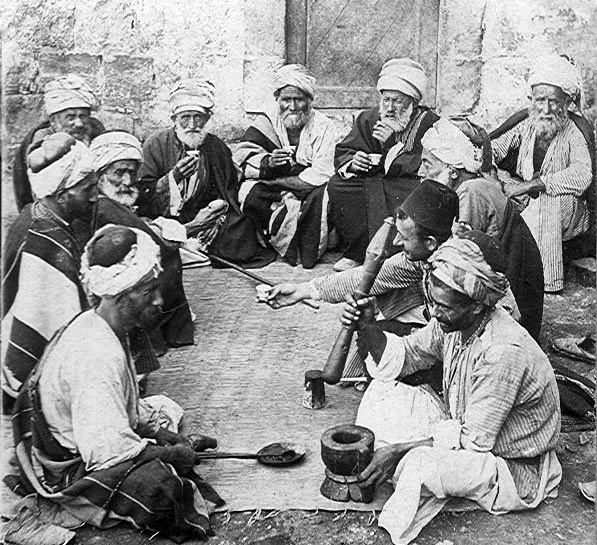
Кофейня в Османской империи
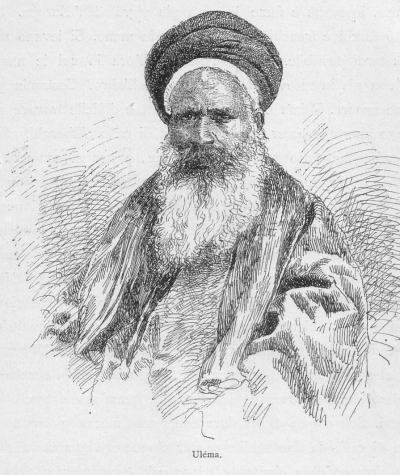
Улема. После закона о головных уборах они больше не могли носить тюрбаны.
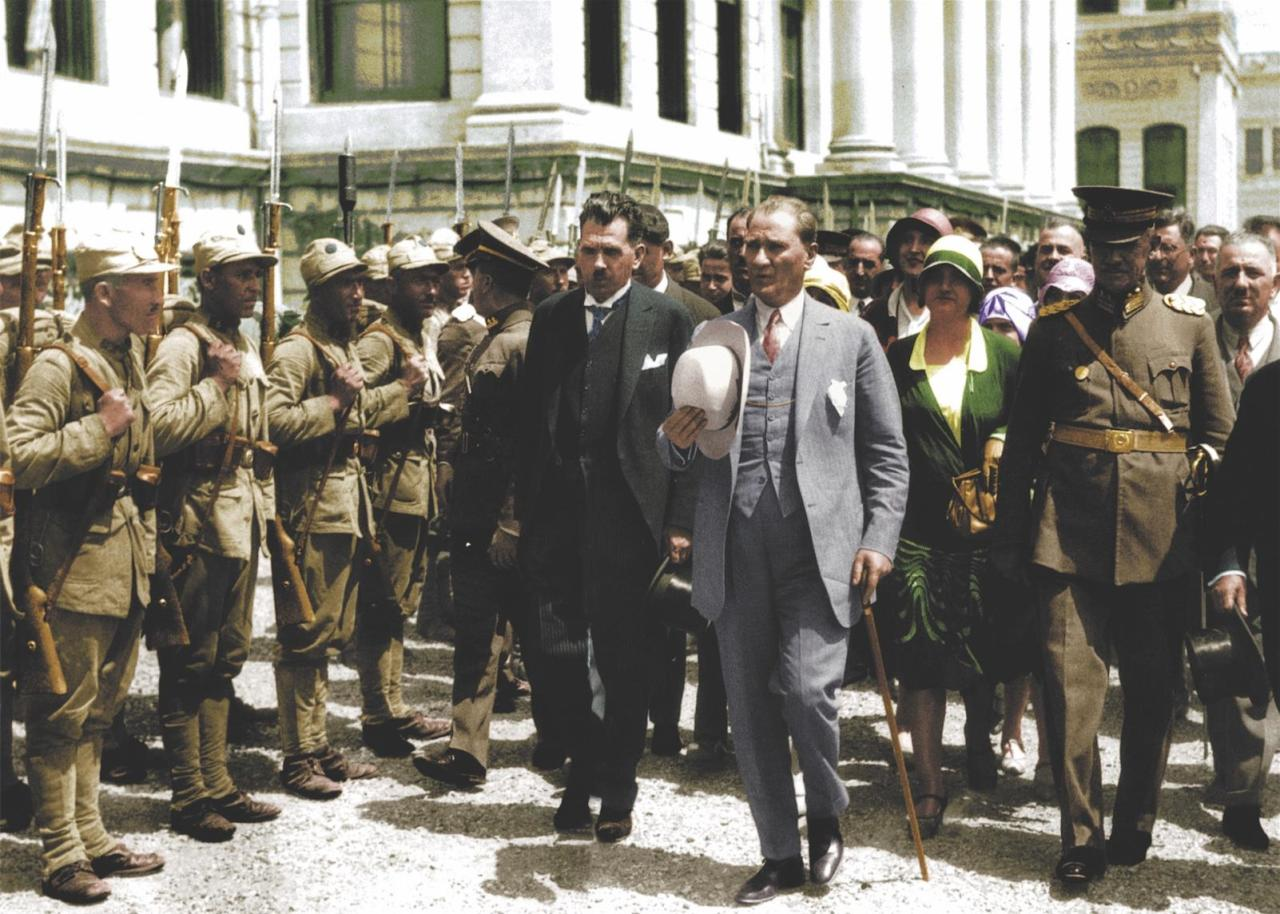
Мустафа Кемаль с шляпой-панамкой в руке после «революции шляп». 1925 г. Кастамону.
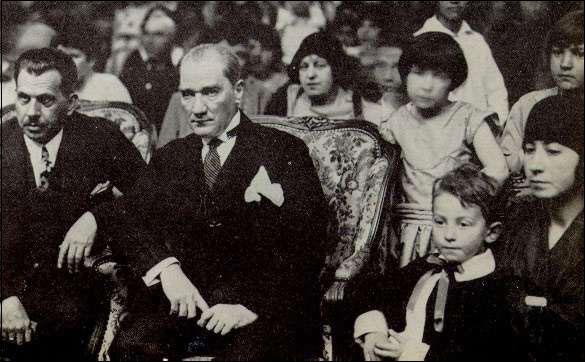
Ататюрк на праздновании дня независимости страны. 1929 г. Анкара.

Когда османские султаны в первой половине XIX века стали проводить преобразования, они, прежде всего, облачили солдат в европейские мундиры, то есть в костюмы победителей. Тогда и был введён вместо тюрбана головной убор, названный феской. Он настолько привился, что спустя столетие стал эмблемой мусульманской ортодоксии. Был издан декрет, который требовал от чиновников носить костюм, «общий для всех цивилизованных наций мира». Сначала обычным гражданам позволялось одеваться, как они хотят, но затем фески полностью объявили вне закона. Кроме того данная реформа имела и экономический подтекст, шить такие костюмы разрешалось только из ткани турецкого производства, что стимулировало промышленность страны.

Мустафа Кемаль, снимая феску с головы турка и вводя европейские кодексы, пытался привить соотечественникам вкус к изысканным развлечениям. В первую же годовщину республики он устроил бал. Большинство собравшихся мужчин были офицерами. Но президент заметил, что они не решались приглашать дам на танец. Женщины отказывали им, стеснялись. Президент остановил оркестр и воскликнул: 
Друзья, не могу себе представить, что в целом мире найдётся хоть одна женщина, способная отказаться от танца с турецким офицером! А теперь - вперёд, приглашайте дам!
И сам подал пример. В этом эпизоде Кемаль выступает в роли турецкого Петра I, тоже насильно вводившего европейские обычаи
Социальные реформы были настолько радикальными, что сразу начали проявляться случаи сопротивления реформам. Искилипли Мехмет Атыф Ходжа стал первым человеком, которого казнили за неисполнение закона об одежде 4 февраля 1926 г.

### Отмена титулов и введение фамилий
В 1934 году было решено отменить все титулы старого режима и заменить их обращениями «господин» и «госпожа». Одновременно 1 января 1935 года вводились фамилии. Мустафа Кемаль получил от Великого национального собрания фамилию Ататюрк (отец турок), а его ближайший сподвижник, будущий президент и лидер народно-республиканской партии Исмет-паша - фамилию Инёню (по названию места, где он одержал крупную победу над греческими интервентами).
Большинство турок придумало себе вполне подходящие фамилии. Ахмет-бакалейщик стал Ахметом Бакалейщиком, Исмаил-почтальон остался Почтальоном, корзинщик — Корзинщиком. Некоторые выбрали такие фамилии, как Вежливый, Умный, Красивый, Честный, Добрый. Другие подобрали Глухой, Толстый, Сын человека без пяти пальцев. Есть, например, Тот, у кого сотня лошадей, или Адмирал, или Сын адмирала. Фамилии, вроде Сумасшедший или Обнаженный, могли пойти от ссоры с правительственным чиновником. Кто-то воспользовался официальным списком рекомендованных фамилий, и так появились Настоящий турок, Большой турок, Суровый турок.

### Уравнивание женщин в правах
Мустафа Кемаль всячески поддерживал эмансипацию женщин. С 1926 по 1934 годы в Турции постепенно насаждалось равенство полов. Впервые женщины получали гражданские права, которых ранее не имели.
Женщины были допущены на коммерческие факультеты ещё во времена Первой мировой войны, а в 1920-е годы они появились и в аудиториях гуманитарного факультета Стамбульского университета. С 1920 до 1928 гг. число женщин, окончивших университеты, возросло с нуля до 10 % от всех дипломированных.
Им разрешили находиться на палубах паромов, которые пересекали Босфор (раньше их не выпускали из кают), разрешали ездить в тех же отделениях трамваев и железнодорожных вагонов, что и мужчинам.
Уже в  июне 1923 года активистка Незихе Мухеттин основала первую в стране партию женщин. Однако декларация об учреждении республики была принята позже, поэтому партию так и не зарегистрировали официально.
Впервые официально было запрещено многожёнство, официальное наказание было установлено в виде 2 лет лишения свободы.
В одной из своих речей Мустафа Кемаль обрушился на чадру. 
Она причиняет женщине большие страдания во время жары, — говорил он. — Мужчины! Это происходит из-за нашего эгоизма. Не будем же забывать, что у женщин есть такие же моральные понятия, как и у нас. Обычай закрывать лицо женщинам делает нашу нацию посмешищем. Наша религия никогда не требовала, чтобы женщины стояли ниже, чем мужчины. Бог повелел мужчине и женщине открывать мир знаний и науки. (...) Турчанки в этом плане наиболее просвещённые во всём в мире, самые достойные и самые моральные.
Президент требовал, чтобы «матери и сестры цивилизованного народа» вели себя подобающим образом. Мустафа Кемаль решил внедрить эмансипацию женщин в тех же пределах, что и в Западной Европе. 3 апреля 1930 г., в соответствии с указом № 1580 женщины впервые получили право голоса в стране на местных выборах. 5 декабря 1934 г. в Турции было официально установлено полное равноправие полов. Женщины получили право голосовать и быть избранными в муниципалитеты и в парламент. Как ни странно, но в Турции эта реформа была проведена раньше, чем во многих других странах мира., уже в 1935 г. в национальное собрание было избрано 18 женщин-депутатов.
В 1930 году в Турции появилась первая женщина-судья.
В то же время на практике даже к моменту смерти Ататюрка полное равноправие достигнуто не было. Женщине по-прежнему было крайне сложно возглавлять бизнес, а для выезда за границу требовалось специальное разрешение.

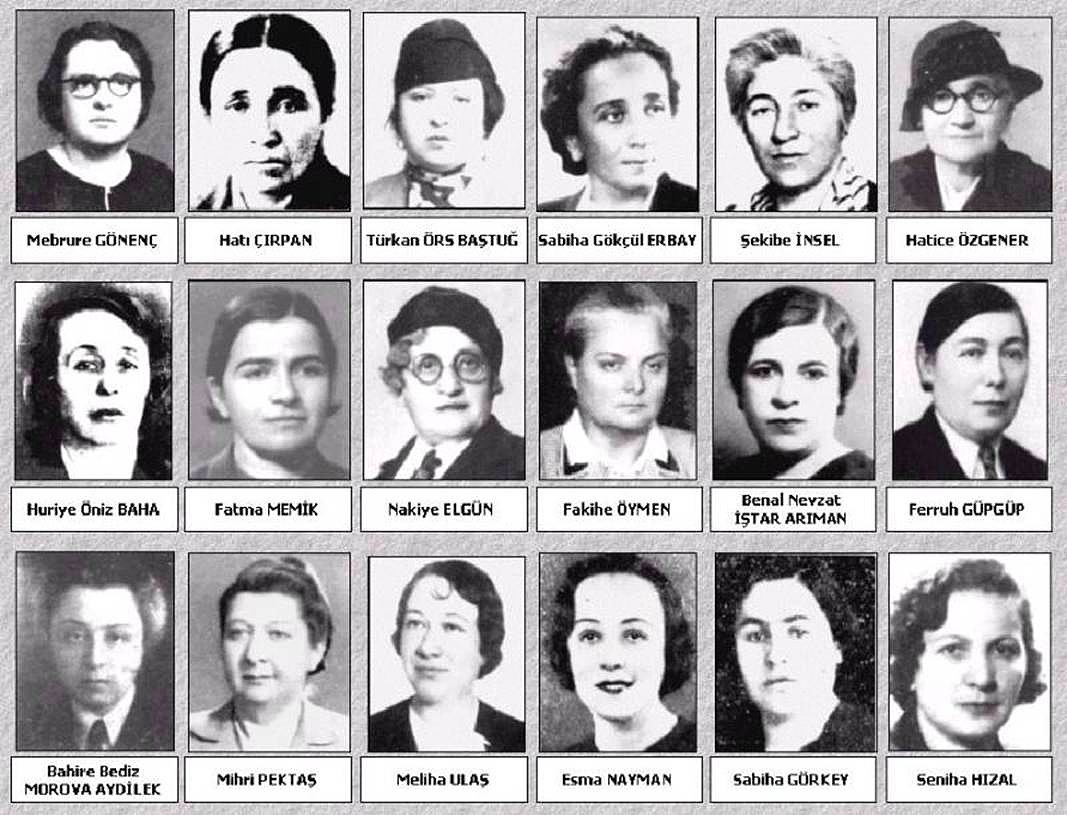
Первые 18 женщин-депутатов в турецком парламенте
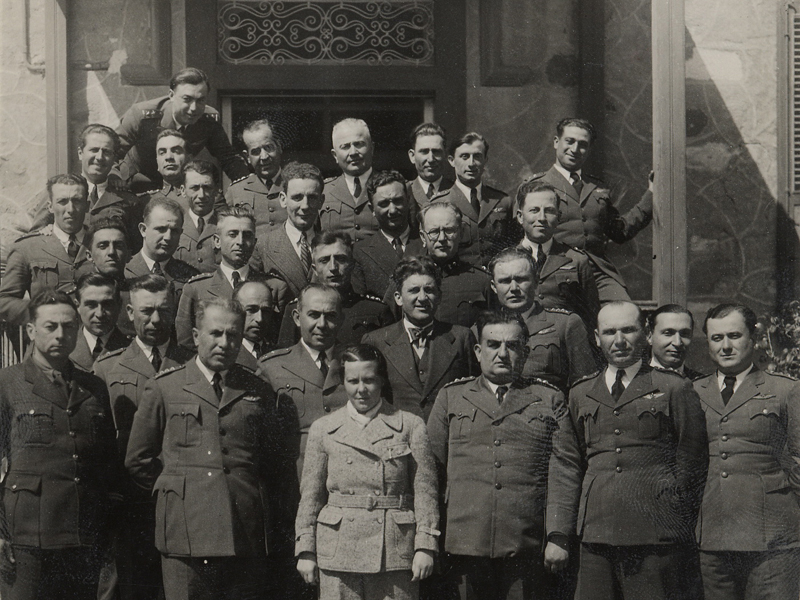
Сабиха Гёкчен стала первой турецкой женщиной-пилотом (на фото в центре)
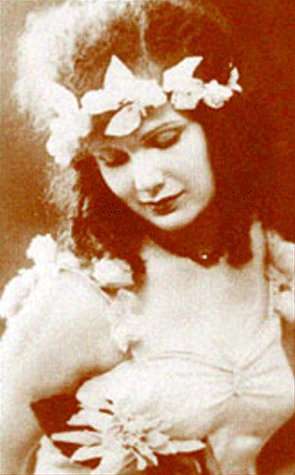
Фериха Тевфик, первая Мисс Турция, 1929
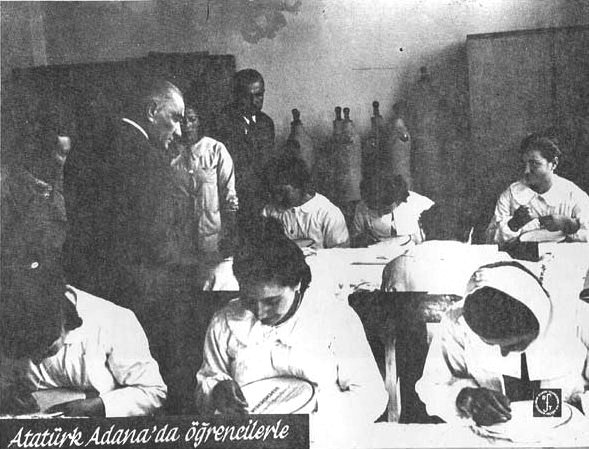
Ататюрк посещает женскую школу в Адане

### Здравоохранение
Серьёзные реформы затронули и медицинский сектор. Кемаль ввёл всеобщий запрет на лечение религиозной терапией, травами, снадобьями, гомеопатией и другими способами, которые практиковали улемы. 1 сентября 1925 г. Был созван первый Турецкий медицинский конгресс, на котором впервые собрались профессиональные врачи, а религиозным целителям была официально запрещена медицинская деятельность.

## Просветительские и культурные реформы
Ататюрк был убеждённым сторонником вестернизации системы образования и культуры в стране. Взявшись за реформу образования, незавершённую ещё во времена Танзимата, он активно занимался превращением Турции в европейскую страну. Впервые в Турции появились выставки искусства и скульптуры, блокировавшиеся в Османской империи из-за предписаний ислама. Впервые в Турции появились первые музеи, открытые для посещения туристов. С 1923 г. музеями были объявлены все дворцы Стамбула (включая дворцы Топкапы и Долмабахче), в 1935 г. специальным указом Ататюрка знаменитая Айя-София была превращена из действующей мечети в музей. Были проведены работы по очищению стен от штукатурки, скрывавшей мозаику и старый интерьер церкви.

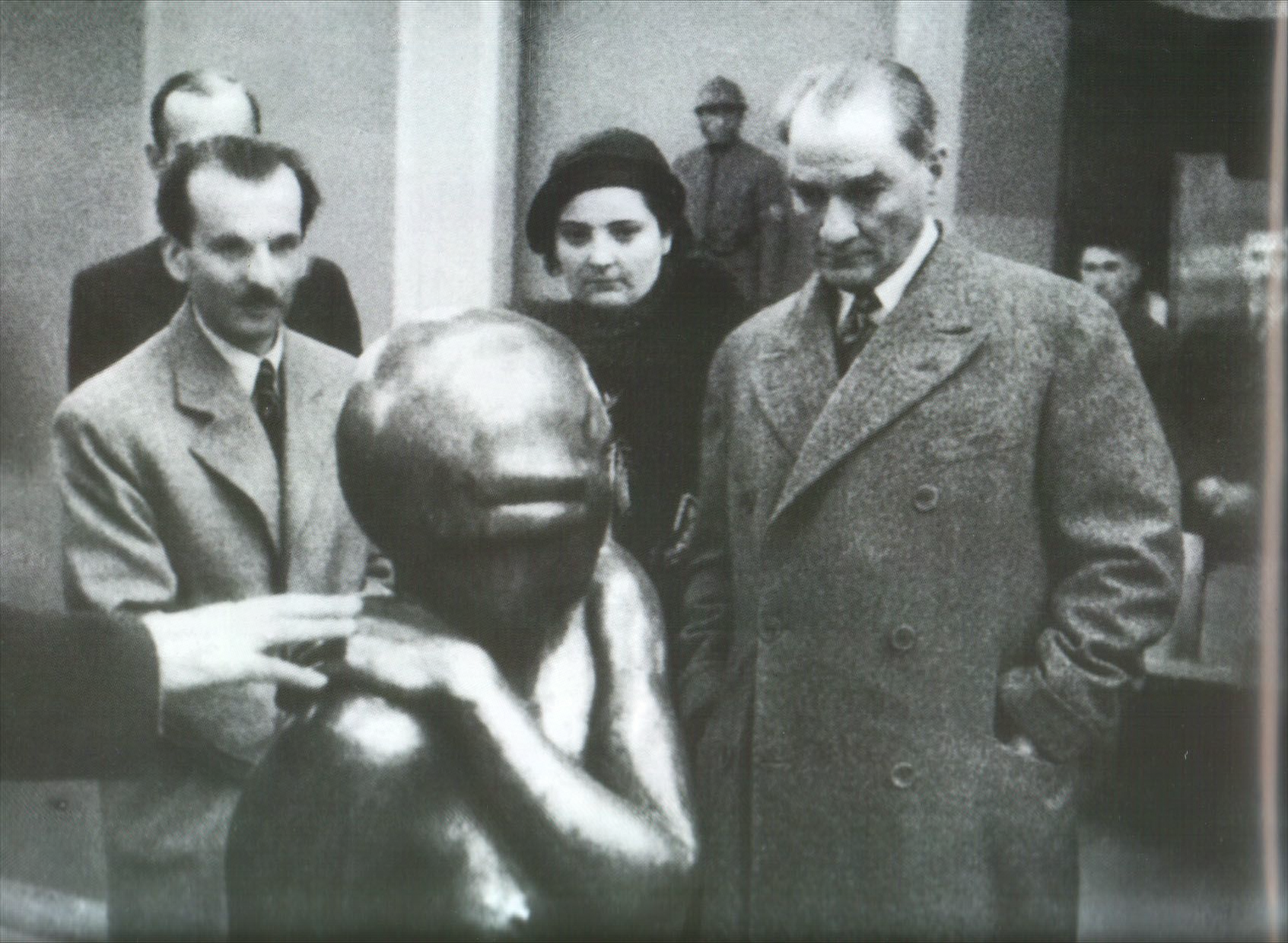
Ататюрк на церемонии открытия выставки скульптур, 1927 г.

### Унификация системы образования
К началу образовательной реформы в Турции существовало три типа школ:
- Медресе, изучавшие преимущественно Коран и учившие запоминать тексты
- Идади и султани, созданные в эпоху Танзимата
- Колледжи и другие школы, проводившие обучение на других языках и использующие современные модели обучения

Унификация образования в Турции ликвидировала различия между тремя типами школ. Все школы стали работать по современным, европейским методам обучения. Проводилось прямое заимствование целых программ из Европы, в частности из фашистской Австрии и Нацистской Германии. Одной из целей была ликвидация неграмотности и установление образования для женщин. Кемалисты видели в таком заимствовании стимулы экономического роста.
Предусматривалась передача всех научных и учебных заведений в распоряжение министерства просвещения, создание единой светской системы национального образования. Отдельно были организованы религиозные факультеты и школы, обучавшие новых имамов. Все они также были подчинены централизованной системе образования. Данные распоряжения распространялись и на иностранные учебные заведения, и на школы национальных меньшинств.
Отдельное внимание уделялось уравниванию женщин и мужчин в праве на получение образования. Ататюрк видел в этом прежде всего экономические выгоды в стране. Турецким женщинам снимали те рамки, которые искусственно создавались ранее столетиями. Если ранее женщины занимались только воспитанием детей, ведением домашнего хозяйства и шитьем одежды, то теперь им разрешили учиться и заниматься чем угодно.
Ликвидация безграмотности была ключевым звеном культурной реформы Ататюрка. Уже к 1928 г. Было открыто 20,487 классных комнат, а в школы пошло примерно 1,075,500 человек, хотя закончили их лишь 597,010 человек. За 3 года работы общеобразовательной программы около 1.5 млн человек получили сертификаты об образовании при общем населении Турции лишь в 10 млн человек, что в итоге было существенным шагом вперед. Первичный уровень образования назвали Millet Mektepleri.
Уже в том же 1928 г. был издан декрет об обязательном прохождении таких курсов для всех турок в возрасте от 16 до 30 лет.

### Введение нового турецкого гимна
В 1921 г. во время войны за независимость Турции по указу Кемаля был разработан новый гимн страны. Слова его написал Мехмет Акиф Эрсой, а музыку — Осман Зеки Унгёр. Официально песня получила название İstiklâl Marşı, что переводится как Марш независимости. Официально новый гимн был утверждён 12 марта 1921 г., за полтора года до официального провозглашения Турецкой республики.

### Введение нового турецкого алфавита
Турецкий язык в османские времена стал тяжёлым и искусственным, заимствуя не только слова, но и целые выражения, даже грамматические правила из персидского и арабского. С годами он становился все более неудобным. В период правления младотурок пресса начала использовать несколько упрощённый турецкий язык. Это диктовалось политическими, военными, пропагандистскими целями.
Использование латинского алфавита было предложено ранее, ещё в 1862 г. в эпоху Танзимата Мюнюф Пашой. В начале 20-го столетия похожая реформа предлагалась группой писателей, поддерживавших младотурецкое движение, в том числе Хусейном Кахитом, Абдуллой Цевдетом и Келалом Нури. К реформе вернулись в 1923 г., причём предложения реформ были самые разные. Некоторые члены комиссий предлагали добавить новые буквы в арабский алфавит и изменить звучание существующих букв вместо полного изменения алфавита.
Преобразования затронули и арабский алфавит, действительно удобный для арабского языка, но не подходящий для турецкого. Временное введение латиницы для тюркских языков в Советском Союзе подтолкнуло к тому же деянию Мустафу Кемаля. Созданная языковая комиссия должна была адаптировать латинский алфавит под турецкое произношение звуков, а также транскрибировать новые звуки старым оттоманским письмом. Итоговая версия современного турецкого алфавита была подготовлена 29-летним армянином Агопом Мартаяном (Дилячаром) всего за несколько недель. Алфавит включал в себя все основные латинские символы и несколько дополнительных букв.

Так президент республики появился в новой роли — учителя. Во время одного из праздников он обратился к собравшимся: 
Мои друзья! Наш богатый гармоничный язык сможет выразить себя новыми турецкими буквами. Мы должны освободиться от непонятных значков, которые в течение веков держали наши умы в железных тисках. Мы должны быстро выучить новые турецкие буквы. Мы должны обучить им наших соотечественников, женщин и мужчин, носильщиков и лодочников. Это нужно считать патриотической обязанностью. Не забывайте, что для нации позорно на десять-двадцать процентов состоять из грамотных и на восемьдесят-девяносто - из неграмотных.

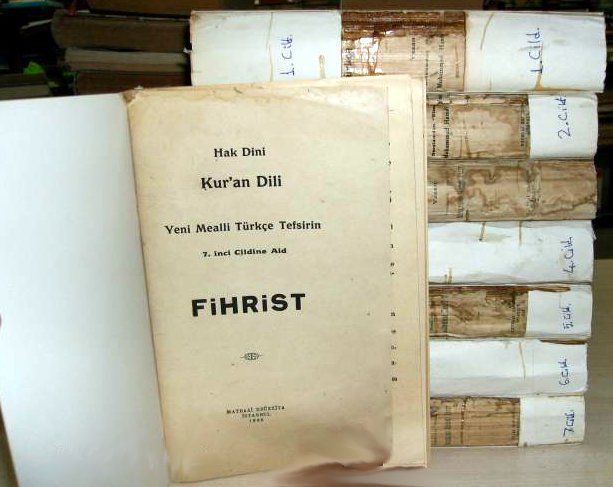
Первый коран, напечатанный на турецком языке в 1935 г. по указу Ататюрка
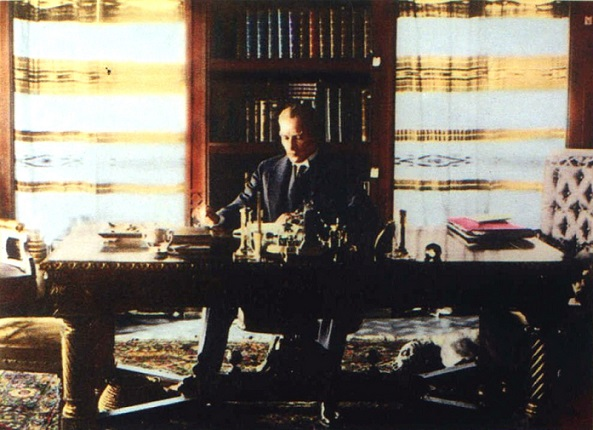
Ататюрк в библиотеке президентской резиденции Джанкая Кёшкю, 16 июля 1929 г.
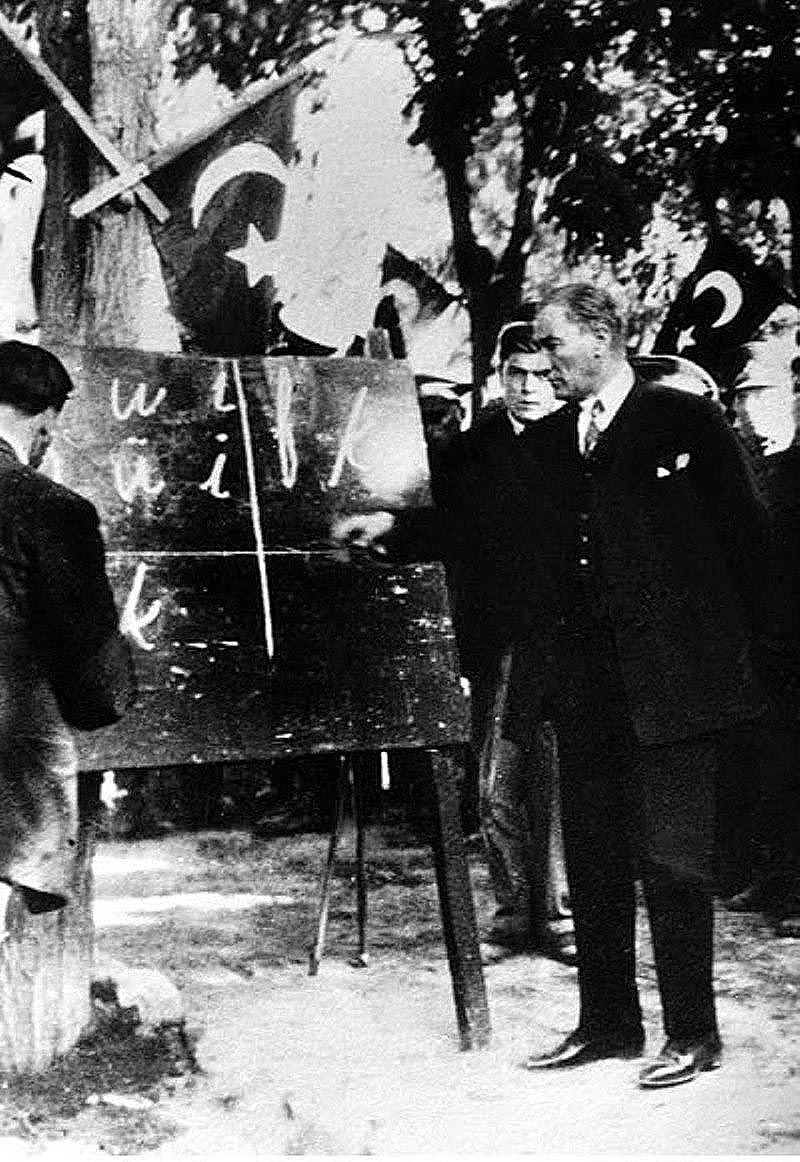
Ататюрк демонстрирует новый турецкий алфавит на основе латиницы. 20 сентября 1928 г.
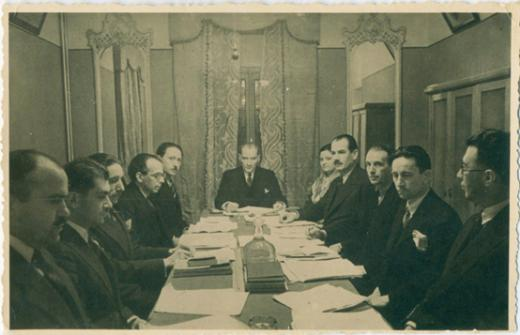
Заседание Турецкой языковой ассоциации во дворце Долмабахче, 1933 г.

Национальное собрание приняло закон, вводивший новый турецкий алфавит с 1 ноября 1928 г. и запретивший применение арабского с 1 января 1929 года. Адаптационный период комиссией предлагался в размере 5 лет, но Ататюрк назвал его «слишком долгим» и уменьшил до 2 месяцев. Введение латиницы не только облегчало обучение населения. Оно также было этапом разрыва с прошлым, ударом по мусульманским верованиям. В то же время наблюдались и откровенные сложности. Так, турки, обученные по новой системе, теряли возможность читать тексты, написанные их предками. В итоге на уроках истории и литературы в некоторых школах продолжали изучать и использовать старое письмо.
В то же время Ататюрк запустил волну пропаганды, призывавшей все тюркские народы (преимущественно в СССР) так же переходить на латиницу.
После внедрения латиницы открылись возможности для более глубокой языковой реформы. Мустафа Кемаль основал лингвистическое общество. Оно поставило себе задачей уменьшить и постепенно удалить арабские и грамматические заимствования, многие из которых закрепились в турецком литературном языке.
Радикалы из лингвистического общества были также настроены против арабских и персидских слов как таковых, даже если они составляли значительную часть языка, на котором каждый день говорил турок. Общество готовило и публиковало список чужеродных слов, осуждённых на выселение. А тем временем исследователи собирали «чисто турецкие» слова из диалектов, других тюркских языков, древних текстов, чтобы найти замену. Когда ничего подходящего не находили, изобретали новые слова. Термины европейского происхождения, столь же чуждые турецкому языку, не подвергались гонениям, и даже импортировались, чтобы заполнить пустоту, создавшуюся после отказа от арабских и персидских слов.
В то же время попытка отделиться от тысячелетнего культурного наследия вызывала скорее обеднение, чем очищение языка. В 1935 году новая директива остановила на некоторое время изгнание привычных слов, восстановила какую-то часть арабских и персидских заимствований.
Тем не менее, турецкий язык менее чем за два поколения существенно изменился. Для современного турка документы и книги шестидесятилетней давности с многочисленными персидскими и арабскими конструкциями несут на себе печать архаичности и средневековья. Турецкая молодёжь отделена от сравнительно недалёкого прошлого высокой стеной. Несмотря на сопротивление и противоречия, результаты реформы были благотворны. В новой Турции язык газет, книг, правительственных документов стал примерно таким же, что и разговорный язык городов.

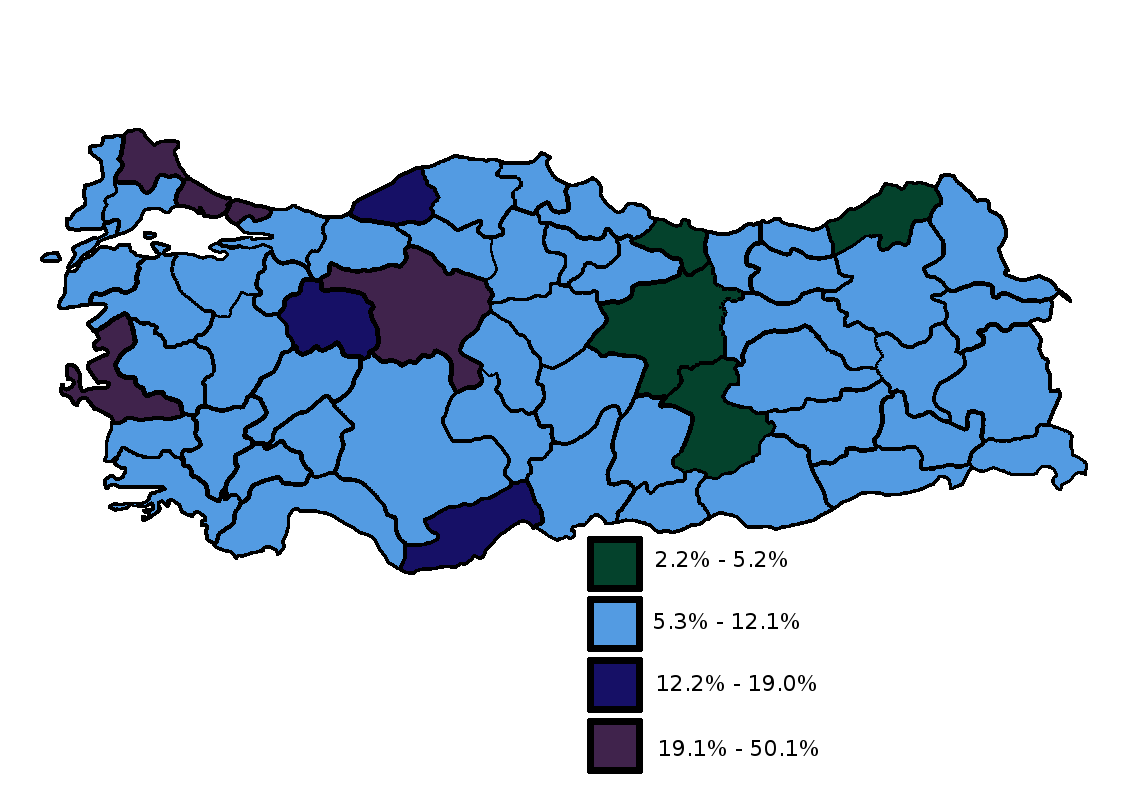
Карта Турции, отражающая уровень грамотности. 1924 г.
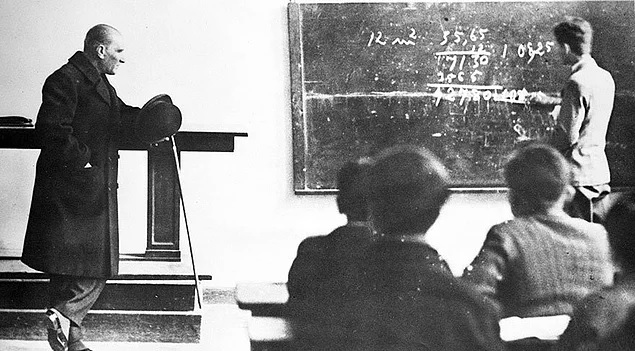
Ататюрк посещает математический класс в высшей школе Измира
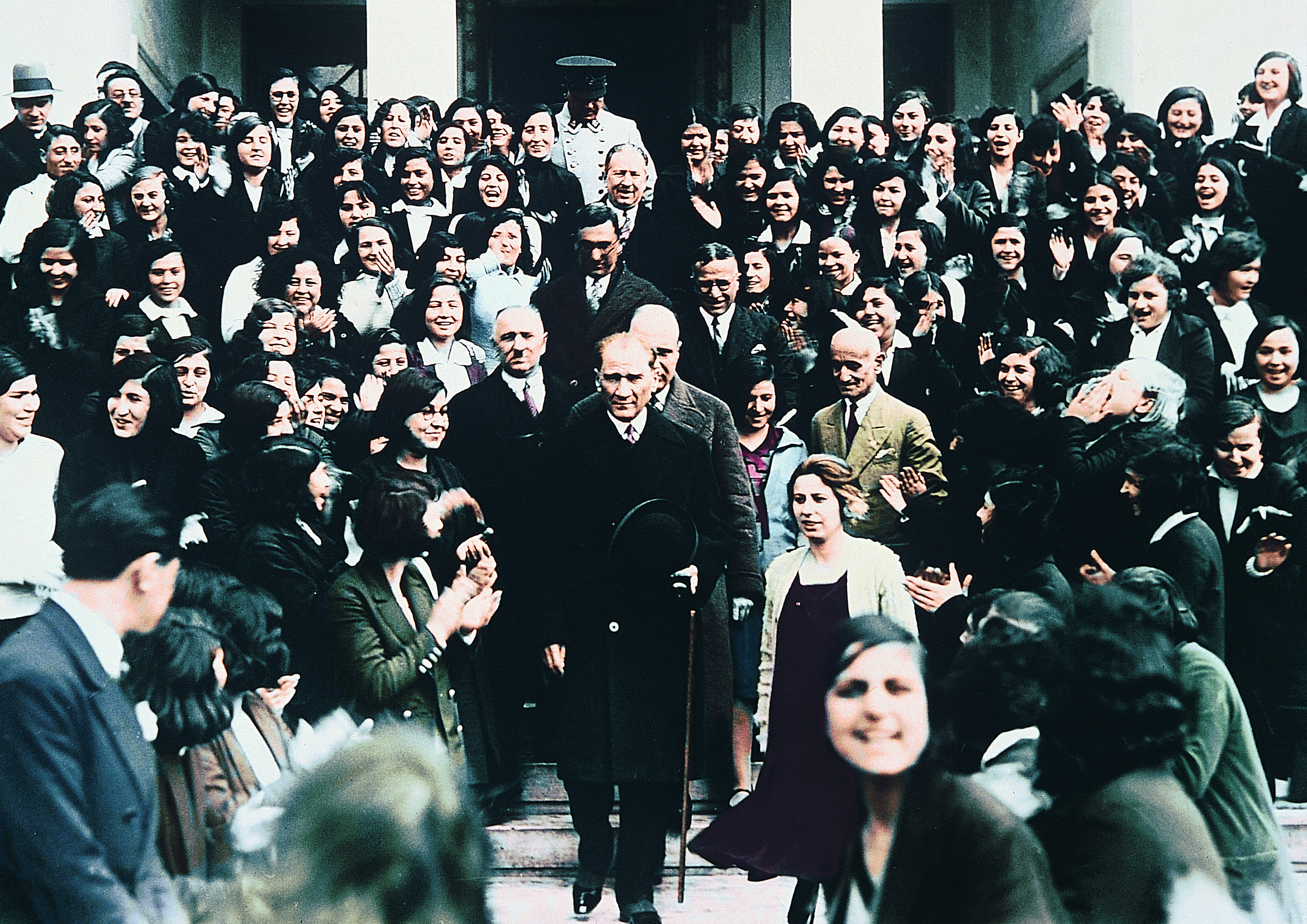
Ататюрк в Измирской средней школе
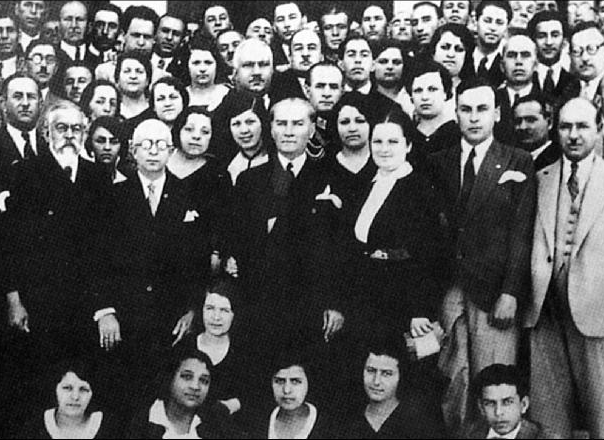
Церемония учреждения турецкого исторического общества, 1931 г.

### Национализм и политика тюркизации меньшинств
Согласно Ататюрку, элементами, которые укрепляют турецкий национализм и единство нации, являются:

1. Пакт о национальном согласии. 

2. Национальное воспитание. 

3. Национальная культура. 

4. Единство языка, истории и культуры. 

5. Турецкое самосознание. 

6. Духовные ценности.
В рамках этих концепций гражданство было законодательно отождествлено с этничностью, и все жители страны, включая курдов, составлявших более 20 процентов населения, были объявлены турками. Все языки, кроме турецкого, были запрещены. Вся система просвещения базировалась на воспитании духа турецкого национального единства Эти постулаты были провозглашены в конституции 1924 года, особенно в её статьях 68, 69, 70, 80. Таким образом, национализм Ататюрка противопоставлял себя не соседям, а национальным меньшинствам Турции, пытавшимся сохранить свою культуру и традиции: Ататюрк последовательно строил моноэтническое государство, силой насаждая турецкую идентичность и подвергая дискриминации тех, кто пытался отстаивать свою самобытность

Сам Ататюрк заявил 2 февраля 1923 года
В Турции отныне нет никаких национальных меньшинств - турки, греки, армяне, евреи, чеченцы и все другие - полноправные граждане нашей республики.
Лозунгом турецкого национализма стала фраза Ататюрка:
Как счастлив говорящий: «я турок!» (тур. Ne mutlu Türküm diyene!), символизирующая смену самоидентификации нации, ранее называвшей себя османами. Это высказывание поныне написано на стенах, памятниках, рекламных щитах и даже на горах.
Ещё Измирский конгресс 1923 года принял «Экономический обет» на принципах национального единства и предотвращения классовой борьбы. В нём пишется, что «турки любят друг друга от души, без различия классов и убеждений». Это были не просто красивые слова, а реальная задача преодоления последствий гражданской войны, раскола общества, разрешения межнациональных и социальных противоречий. Перед Мустафой Кемалем стояли труднейшие задачи: в том числе консолидация общества на идеях здорового национализма. В течение многих веков Турецкая империя играла ведущую роль в мировой политике. Это наложило своеобразный отпечаток на сознание турок, на образ их мышления. Преодолеть имперский стереотип, когда каждый турок считал себя выше, чем остальные жители государства, было труднее, чем даже перестроить экономику страны. Тем более, что турецкий султан был одновременно халифом правоверных, а турки считали свою страну центром исламского мира. В годы младотурецкой революции главной доктриной был оттоманизм, то есть стремление превратить всех жителей империи в единую нацию. По сути, речь шла об ассимиляции турками остальной части народов государства. Встретив упорное сопротивление этой политике, младотурки перешли к концепции «пантюркизма». Во внутренней политике пантюркизм по-прежнему был направлен на ассимиляцию народов, а во внешней — на подчинение господству турок других тюркских народов от Босфора до Алтая. Идея пантюркизма сочеталось с огромным влиянием идей панисламизма, основанного на объединении мусульман под властью турецкого султана-халифа. Мустафа Кемаль выделил тюркизм от пантюркизма. Уже во время освободительной войны против оккупационных сил Антанты Мустафа Кемаль понял, что победа возможна только за счёт консолидации турецкой нации, а не всего населения бывшей империи. Утрата провинций, говорящих но арабском языке, переселение турок из Греции превратила Турцию в более однородное в национальном плане государство. Это создало условия для объединения на этнической почве.
Таким образом, кемалисты поставили вопрос об отказе от имперских амбиций и признании права ранее покорённых народов самостоятельно решать свою судьбу. Идея национального единства сыграла настолько значительную роль, что новая турецкая армия смогла остановить наступление превосходящих греческих войск и разгромить их. Данного рода национализм, нацеленный на своих граждан, а не на соседей, обуславливался необходимостью отказа от имперского прошлого и объединения этнически и культурно не единой и противоречивой на тот момент Турции. После смерти Ататюрка данная политика начала ослабевать, притеснения других культур и народов прекращались, а потом и вовсе исчезли.
Мустафа Кемаль сформулировал основные принципы национальной идеи — родина, нация, республика, общественные права. Наряду с ними был принят ряд принципов, которые были включены в Конституцию. Республиканизм означал верность республиканской форме правления; революционизм — верность принципам борьбы за независимость, национализм — возвышение турецкой нации; лаицизм — защиту принципа отделения религии от государства; народность — непризнание классов и классовой борьбы; осуществление народного суверенитета на основе демократизма. В разной степени эти принципы были претворены в жизнь при правлении Ататюрка и в нынешние времена.

## Вехи
| Название реформы | Информация о реформе | Информация о реформе              |
| Название реформы | Тип реформы          | Дата введения либо начала реформы |
| --- | -------------------- | --------------------------------- |
| Упразднение султаната | Политическая         | 1 ноября 1922 г.                  |
| Провозглашение Турецкой республики | Политическая         | 29 октября 1923                   |
| Перенос столицы из Стамбула в Анкару | Политическая         | 13 октября 1923 года.             |
| Упразднение халифата | Политическая         | 3 марта 1924                      |
| Пересмотр условий Мудросского перемирия. Лозаннская конференция.                                                                        | Политическая         | 24 июля 1923                      |
| Установление 5-дневной рабочей недели                                                                                                   | Экономическая        | 1924                              |
| Создание образцово-показательных ферм для внедрения новых технологий                                                                    | Экономическая        | 1925                              |
| Учреждение Турецких железных дорог | Экономическая        | 31 мая 1927                       |
| Принятие закона о промышленности | Экономическая        | 1 июля 1927                       |
| Начало Первого индустриального плана — пятилетки (внедрение элементов плановой экономики)                                               | Экономическая        | 1 декабря 1933                    |
| Отказ от Меджелле, свода законов, основанного на Шариате                                                                                | Законодательная      | 1 марта 1926 г.                   |
| Введение в действие нового уголовного кодекса по образцу итальянского                                                                   | Законодательная      | 1 марта 1926 г.                   |
| Введение в действие нового гражданского кодекса по образцу швейцарского                                                                 | Законодательная      | 4 октября 1926 г.                 |
| Введение обязательственных прав в Турции (регулирование учреждения юридических лиц)                                                     | Законодательная      | 1926                              |
| Введение торгового права | Законодательная      | 1926                              |
| Окончательное закрепление принципов лаицизма в конституции                                                                              | Законодательная      | 5 февраля 1937                    |
| Запрет многожёнства | Социальная           | 5 августа 1924                    |
| Реформа одежды и головных уборов | Социальная           | 25 ноября 1925                    |
| Переход на Григорианский календарь и европейскую систему летосчисления и исчисления времени, взамен исламской.                          | Социальная           | 1925                              |
| Закрытие монастырей, орденов и дервишских обителей                                                                                      | Социальная           | 30 ноября 1925                    |
| Переход к метрической системе мер | Социальная           | 1933                              |
| Отмена всех титулов, а также приставок к именам в виде прозвищ и званий                                                                 | Социальная           | 26 ноября 1934                    |
| Обязательное введение фамилий и изменение уже существующих на турецкий манер                                                            | Социальная           | 21 июня 1934                      |
| Наделение всех турецких женщин правом голосовать и быть избранными                                                                      | Социальная           | 5 декабря 1934                    |
| Закрытие масонских лож | Социальная           | 14 октября 1935                   |
| Окончательное закрепление принципов светского государства в конституции                                                                 | Социальная           | 5 февраля 1937                    |
| Унификация государственного образования, объединение всех органов образования под единым руководством                                   | Просветительская     | 3 марта 1924                      |
| Создание Ассоциации турецкого образования                                                                                               | Просветительская     | 1 января 1928                     |
| Введение нового турецкого алфавита на основе латиницы                                                                                   | Просветительская     | 1 ноября 1928                     |
| Учреждение Турецкого лингвистического и Турецкого исторического общества для объективного исследования истории, языка и культуры Турции | Просветительская     | 1931                              |
| Учреждение Ассоциации турецкого языка, переход к современному турецкому языку, отказ от османского языка                                | Просветительская     | 12 июля 1932                      |
| Реформа университетского образования в Турции                                                                                           | Просветительская     | 31 мая 1933                       |